# 퀸스
퀸스(Queens)는 미국 뉴욕주 뉴욕의 5개 자치구 중 가장 동부에 면적이 큰 지역이다.  지리적으로 롱아일랜드의 남서부 끝에 브루클린과, 롱아일랜드의 더욱 멀리 동부로 나소 군과 인접하며, 추가로 퀸스는 맨해튼과 브롱크스의 자치구들과 물 테두리들을 나눈다.  1899년 이래 퀸스 군과 경계를 서로 접하는 퀸스 자치구는 2015년 추정된 2,339,150명의 인구 (대략 48%는 외국 출신)와 함께 브루클린에 이어 2번째로 가장 큰 인구를 가지고 있다.  퀸스 군도 또한 킹스 군과 서로 접하면서 이웃하는 브루클린 자치구의 뒤로 밀려 뉴욕주에서 2번째로 인구가 많은 군이기도 하다.  퀸스는 미국에서는 물론 뉴욕의 자치구들 중에 4번째로 가장 인구 밀도가 높은 곳이다.  만약 각각 뉴욕의 자치구들이 독립적 도시라면 퀸스는 또한 로스앤젤레스, 시카고와 브루클린에 이어 미국에서 4번째로 가장 인구가 많은 도시일 것이다.  퀸스는 세계에서 가장 민족적으로 나뉜 도시 지역이다.
퀸스는 뉴욕주의 초기 12개 군들의 하나로서 1683년에 설립되었다.  그 이름은 잉글랜드, 스코틀랜드와 아일랜드의 여왕이자 카타리나 지 포르투갈 왕녀의 이름을 딴 것이다.  1898년 뉴욕 시의 자치구가 되었고, 1683년부터 1899년까지 퀸스 군은 현재의 나소 군을 포함하였다.
퀸스는 뉴욕의 5개 자치구들 중에 가장 다양화된 경제력을 가졌으며, 존 F. 케네디 국제공항과 라과디아 공항의 본거지이다.  이 공항들은 세계에서 가장 바쁜 공항들 중에 있으면서 퀸스 위의 영공을 국가에서 가장 혼잡하게 만드는 원인을 일으킨다.  퀸스에서 목적지들은 플러싱 미도스 공원, 메이저 리그 베이스볼 뉴욕 메츠의 홈구장 시티필드, US 오픈 토너먼트, 카우프만 애스토리아 스튜디오, 실버컵 스튜디오와 애쿼덕트 경주로를 포함한다.  자치구는 잭슨 하이츠, 플러싱, 애스토리아와 롱아일랜드시티 같은 웨스턴과 센트럴 퀸스의 도시 지역들에서 고층 아파트 건물에서 리틀 넥, 더글러스턴과 베이사이드 같은 자치구의 동부 외곽 이웃들로 다양한 주택을 가졌다.
| 뉴욕의 다섯 개 자치구 도표 |          |                               |           |               |
| 영역                       | 영역     | 인구                          | 면적      | 면적          |
| 자치구                     | 군       | 2012년 7월 1일 인구 조사 기준 | 제곱 마일 | 제곱 킬로미터 |
| 맨해튼                     | 뉴욕     | 1,619,090                     | 23        | 59            |
| 브롱크스                   | 브롱크스 | 1,408,473                     | 42        | 109           |
| 브루클린                   | 킹스     | 2,565,635                     | 71        | 183           |
| 퀸스                       | 퀸스     | 2,272,771                     | 109       | 283           |
| 스태튼아일랜드             | 리치먼드 | 470,728                       | 58        | 151           |
| 뉴욕                       | 뉴욕     | 8,336,697                     | 303       | 786           |
| 뉴욕주                     | 뉴욕주   | 19,570,261                    | 47,214    | 122,284       |
| 출처: 미국 인구 조사국     |          |                               |           |               |

## 역사

### 식민지 시절과 그 이후의 역사

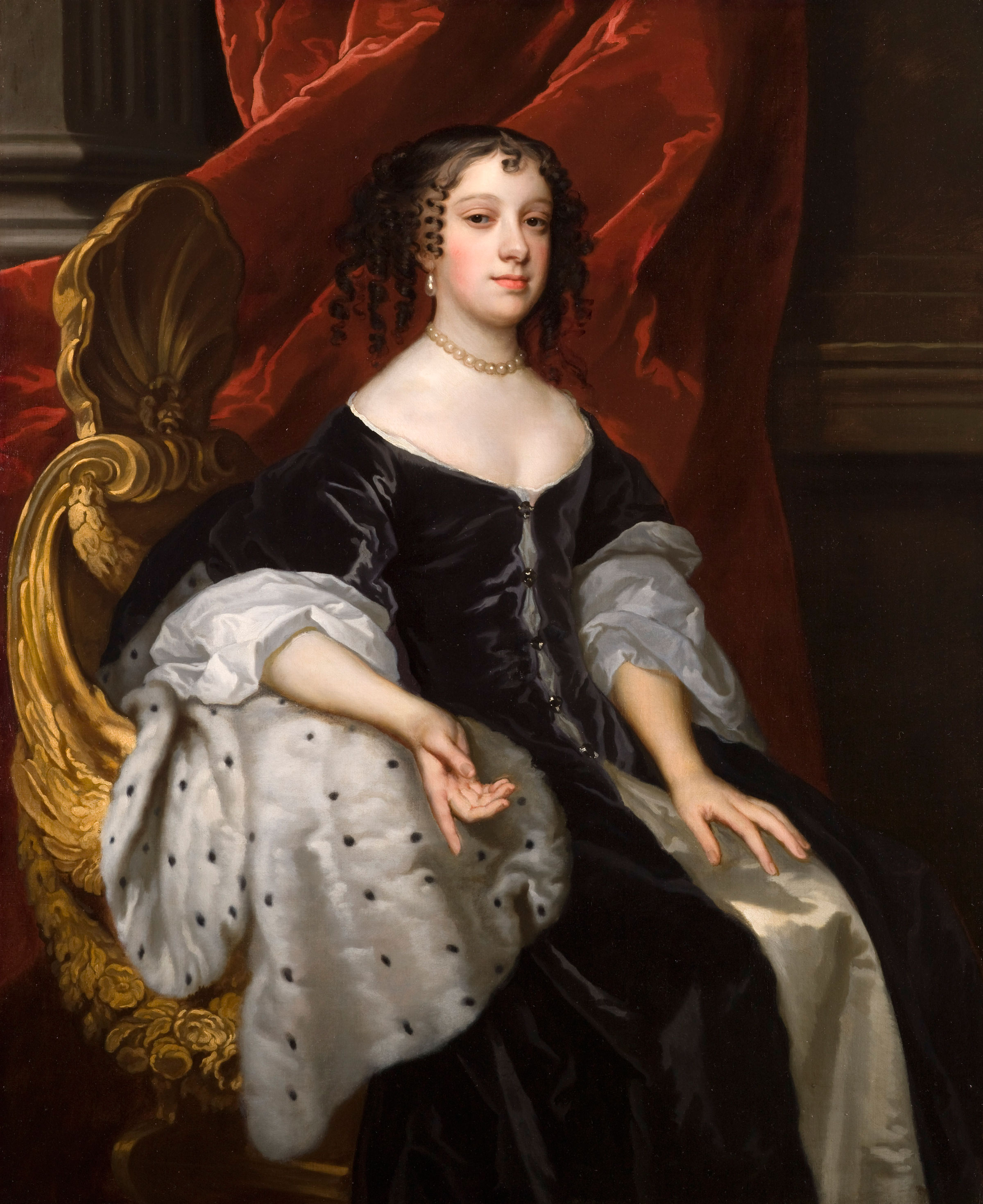
잉글랜드의 여왕 브라간자의 캐서린

유럽인의 식민지 건설은 뉴네덜란드 식민지의 일부로서 네덜란드와 잉글랜드의 정착자들을 데려왔다.  첫 정착은 1635년에 일어났으며, 매스퍼스 (1642년)와 블리싱언 (현재의 플러싱 (1643년)에서 초기의 식민지 건설들에 의하여 이어졌다.  다른 초기의 정착지들은 뉴타운 (현재의 엠허스트)과 자메이카를 포함하였다.  하지만 이 타운들은 대부분 네덜란드의 법률에 복종하여 동부 롱아일랜드 (서퍽 군)을 통하여 뉴잉글랜드에서 온 잉글랜드인 정착자들에 의하여 거주되었다.  잉글랜드인들에 의하여 식민지의 포획 후, 1664년 뉴욕으로 이름이 다시 지어져 지역은 요크셔로 알려지게 되었다.
1657년 식민주의자들에 의하여 조인된 플러싱 악정 진정서는 권리장전에서 신앙의 자유에 미국 헌법의 규정으로 선구자로 숙고되었다.  서명인들은 오늘날 퀸스 자치구에서 네덜란드의 식민지 권한들의 퀘이커 교도 박해에 항의하였다.
원래 퀸스 군은 현재 나소 군을 포함한 인접한 지역을 포함하였다.  그곳은 뉴욕주의 원래 군으로 1683년 11월 1일에 창조된 12개들 중 하나였다.  퀸스 군은 브라간자의 캐서린가 당시 잉글랜드의 여왕이었던 이래 그녀의 이름을 땄다. (그녀는 포르투갈의 국왕 주앙 4세의 딸로 포르투갈의 카타리나 공주였다)  그 군은 여왕의 남편 찰스 2세의 이름을 딴 킹스 군 (현재 브루클린)과 국왕의 아들 리치먼드 공작 찰스 레녹스의 이름을 딴 리치먼드 군 (현재 스태튼아일랜드)를 따라 창립되었다.  1691년 10월 7일 뉴욕 식민지의 전부의 군들은 재정되었다.  퀸스는 노스 브라더 아일랜드, 사우스 브라더 아일랜드와 휼레츠 아일랜드 (오늘날 라이커스 아일랜드로 알려짐)를 얻었다.  1768년 12월 3일 퀸스는 이미 군으로 할당되지 않았으나 웨스트체스터 군 (오늘날 브롱크스 군)에 접하지 않은 롱아일랜드 사운드에 있는 다른 섬들을 얻었다.
롱아일랜드 전투가 크게 싸워진 퀸스는 브루클린에 비교하면 미국 독립 전쟁에서 소수적인 역할을 하였다.  롱아일랜드의 나머지같이 1776년 롱아일랜드 전투 후에 영국의 점령 아래 남아있었고, 미국 독립 전쟁의 나머지의 대부분을 통하여 점령되었다.  병영법 아래 퀸스의 거주민들에게 속하는 공공적 주소와 점령되지 않은 건물들을 막사로 이용하였다.  많은 지방 주민들이 발표되지 않은 병영에 항의하였어도 군을 통하여 감정은 영국 왕실의 호의에 남아있었다.  전쟁 시기들을 제외한 사적의 집들에서 군인들의 병영은 미국 헌법 수정 제3조에 의하여 금지되었다.  네이선 헤일은 첩보를 모은 죄로 맨해튼에서 사형 당하기 전에 플러싱 베이의 기슭에서 영국군에 의하여 사로 잡혔다.
1683년부터 1784년까지 퀸스 군은 5개의 타운들 - 플러싱, 헴프테드, 자메이카, 뉴타운과 오이스터 베이를 구성하였다.  1784년 4월 6일 6번째 타운 노스헴스테드 타운이 헴스테드 타운의 북부 부분들에 의한 탈퇴를 통하여 형성되었다.  군 정부의 영지는 처음에 자메이카에 위치했으나 법원은 미국 독립 전쟁이 일어나는 동안 영국군들이 막사들을 지으는 데 원료들을 이용하는 데 헐어졌다.  전쟁 후, 당시 클로우스빌로 알려진 미네올라 (현재 나소 군의 일부) 근처의 지역에서 대량 1787년 새로운 건물이 건설될 때까지 자메이카에서 다양한 건물들이 법원과 감옥으로 일시적으로 취급되었다.
1850년 인구 조사는 현재 나소 군의 일부인 3개의 동부 타운들을 넘은 3개의 서부 타운들의 인구에서 처음이었다.  이전의 법원의 상태와 거리에 근심들이 자라났고, 몇몇의 지대들은 새로운 건물의 건설을 위하여 논쟁들에 놓였다.
1870년 롱아일랜드시티는 뉴타운 타운으로부터 갈라져 도시로서 그 자신을 합병하여 애스토리아 빌리지로 지내와 뉴타운 타운 안에서 어떤 합병되지 않은 지역들로 구성되었다.  1874년을 주위로 군 정부의 소재지는 미네올라에서 롱아일랜드시티로 옮겨졌다.

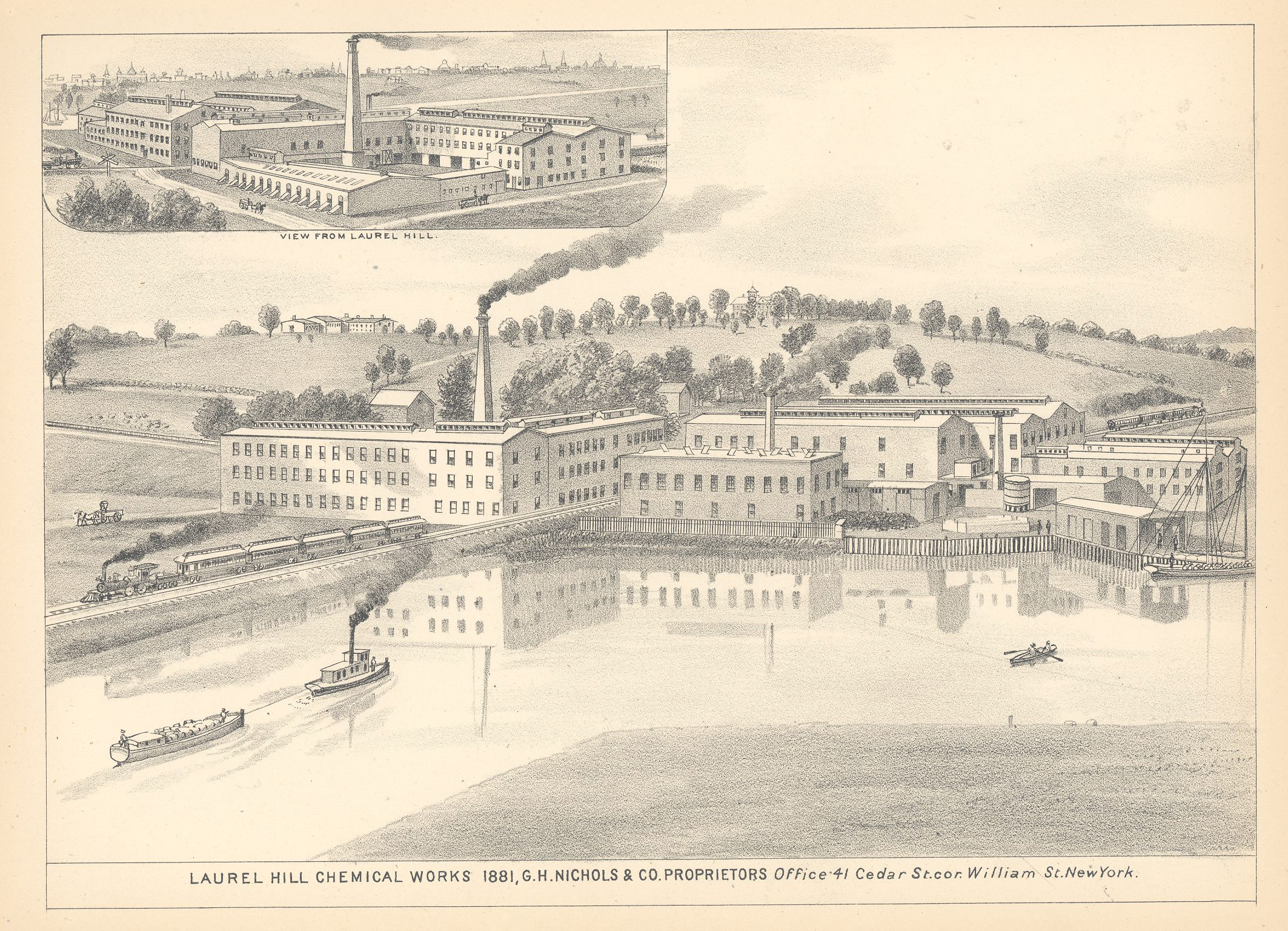
1883년 화학 공장. 퀸스의 일부들은 산업적 외곽들이 되었다.

1860년 3월 1일 퀸스 군과 서퍽 군 사이의 동부 경계는 인식할 수 있는 변화 없이 재정되었다.
1881년 6월 8일 노스 브라더 아일랜드는 뉴욕 군으로 옮겨졌으며, 1884년 5월 8일에는 라이커스 아일랜드가 뉴욕 군으로 옮겨졌다.
1885년 오이스터 베이 타운의 일부였으며 일찍이 퀸스 빌리지로 알려졌던 로이드넥은 퀸스로부터 분리되어 서퍽 군의 헌팅턴 타운의 일부가 되었다.
1964년 4월 16일 사우스 브라더 아일랜드는 브롱크스 군으로 옮겨졌다.

### 자치구로서 합병

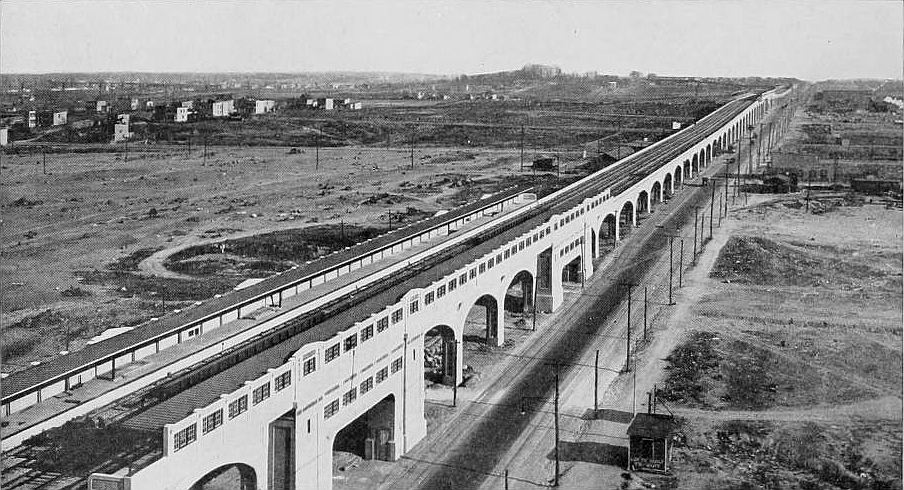
1920년 밴댐 스트리트 동부에서 바라 본 퀸스 불버드. 새롭게 건설한 IRT 플러싱 라인은 퀸스 불버드의 중앙 분리대이다.

1894년 합병에 국민투표 후 뉴욕주 입법부의 투표에 의하여 1897년 5월 4일 뉴욕 시 퀸스 자치구는 권한을 부여받았다.  나소 군이 된 퀸스의 동부 290 스퀘어 마일 (730m²)은 1899년 1월 1일 분할되었다.
퀸스 자치구는 1898년 1월 1일에 설립되었다.  롱아일랜드시티, 뉴타운, 플러싱과 자메이카의 타운들, 헴스테드 타운의 록웨이 반도 부분이 새로운 자치구를 형성하는 데 병합되어 새로운 자치구 안에서 전직의 지방자치제 정부들 (롱아일랜드, 군 정부, 전부의 타운과 빌리지들)을 해산하였다.  합병 계획의 일부가 아니었고, 노스헴스테드와 오이스터 베이의 타운들로 이루어지고, 헴스테드 타운의 존재한 주요 부분인 퀸스 군의 지역들은 1899년 1월 1일 새로운 나소 군을 형성하는 데 탈퇴할 때까지 퀸스 군의 일부로 남아있었다.  이 포인트에서 퀸스 군과 퀸스 자치구의 경계들은 서로 접하게 되었다.  합병에 자메이카는 군의 관청들이 이제 또한 큐가든스 근처로 확장시켰어도 다시 한번 군의 소재지가 되었다.
자치구의 행정과 법원 건물들은 전 자메이카 타운의 마을들이었던 2개의 이웃들인 현재 큐가든스와 다운타운 자메이카에 각각 위치해 있다.
1905년부터 1980년까지 퀸스에서 롱아일랜드 철도가 전기를 통하게 되었다.  이전에 브루클린에서 페리 혹은 다리들을 통한 맨해튼을 잇는 수송이 1909년 퀸스보로 대교와, 그리고 1910년 이스트강의 철도 터널들과 함께 열렸다.  1915년 전방으로부터 퀸스의 거의는 뉴욕 지하철 시스템으로 연결되었다.  퀸스와 맨해튼 사이에 IRT 피니싱 라인을 운송하는 스타인웨이 터널의 1915년 건설과 차량 이용의 강건한 확장과 함께 퀸스의 인구는 1920년대에 2배를 넘었으며, 1920년 469,042명에서 1930년 1,079,129명으로 올랐다.
후반의 세월에 퀸스는 1939년과 1964년의 뉴욕 세계 박람회의 현장이었다.  퀸스의 북부에 라과디아 공항이 1939년에 개장되었다.  퀸스의 남부에 현재 존 F. 케네디 국제 공항으로 알려진 아이들와일드 공항이 1948년에 개장하였다.
2012년 10월 후순 퀸스의 브리지 포인트 지역의 거의가 허리케인 샌디에 의하여 일어난 대략의 대화재에 의하여 파괴되었다.

## 지리

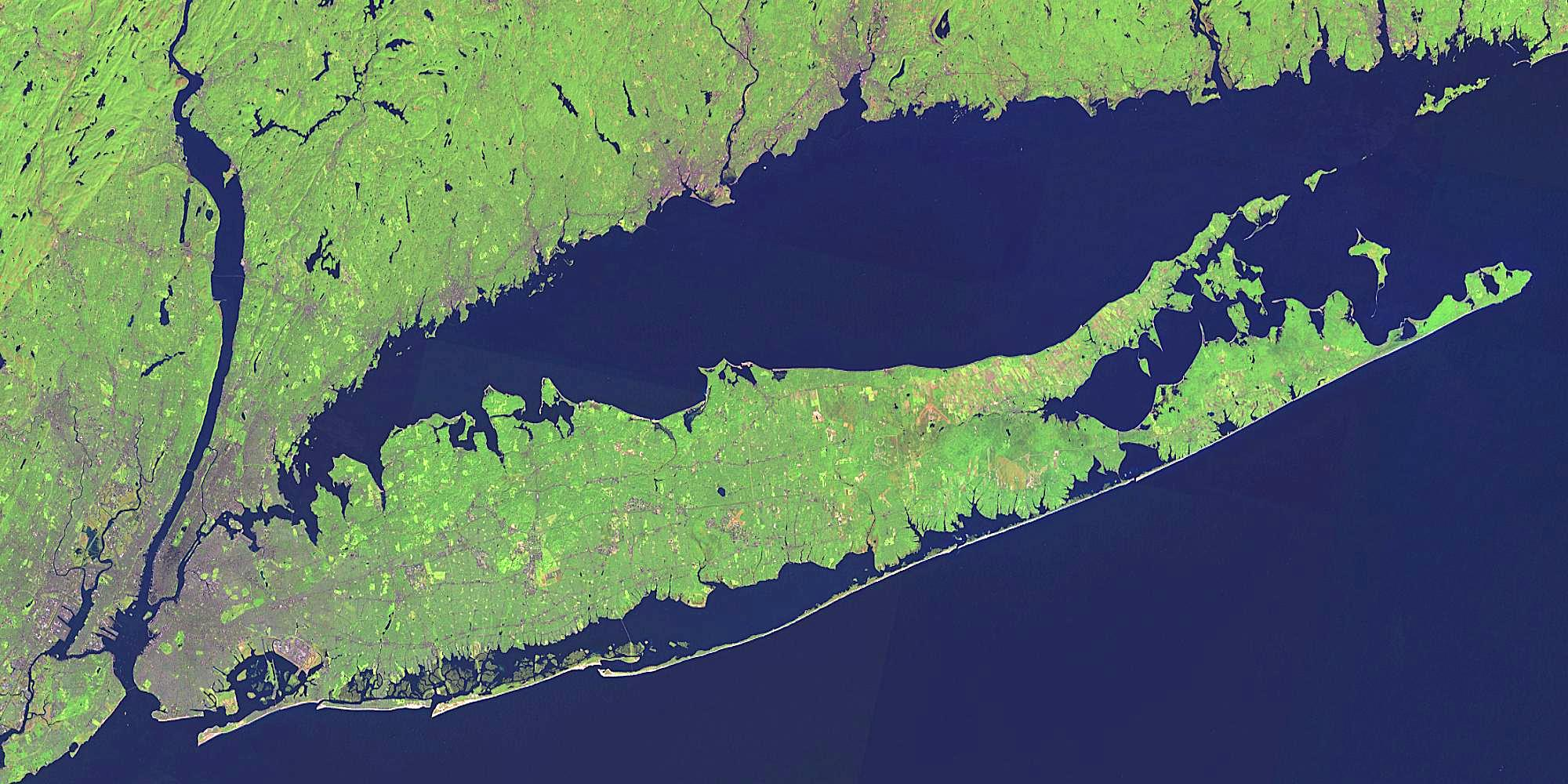
미국 항공우주국 랜드샛 계획에 의한 롱아일랜드와 둘러싸인 지역들의 위성 사진

퀸스는 지리적 롱아일랜드의 멀리 서부 부분에 위치하고, 차례로 뉴욕항의 국립 공원들 중의 하나인 게이트웨이 국립 휴양원의 일부를 형성하는 자메이카 만에 대부분 있는 몇몇의 작은 섬들을 포함한다.  미국 인구조사국에 의하면 퀸스 군은 109 스퀘어 마일 (280km2)이 대지이고, 70 스퀘어 마일 (180km2)가 수중인 178 스퀘어 마일 (460km2)의 총면적을 가지고 있다.
지리적 롱아일랜드에 놓인 뉴욕의 단하나의 다른 자치구 브루클린은 경계의 일부를 형성하면서 이스트강으로 흘러 들어가는 강어귀 뉴타운 크리크와 함께 퀸스의 겨우 남부와 서부에 놓여있다.  서부와 북부는 서부로 맨해튼, 북부로 브롱크스를 가로지르는 이스트강이다.  나소 군은 롱아일랜드에 퀸스의 동부이다.  스태튼아일랜드는 브루클린의 남서부에 있으면서, 퀸스와 3 마일 수중 경계 만을 나눈다.
롱아일랜드 전체의 가장 남부 부분인 록웨이 반도는 자메이카 만과 대서양 사이에 놓여 퀸스에서 가장 현저한 공공 해변들을 나타낸다.  플러싱 만과 플럿싱강은 북부에 있으면서 이스트강으로 연결된다.  이스트강은 롱아일랜드 사운드로 들어가 열린다.  퀸스의 중앙부는 위스콘신 빙하에 의하여 창조된 롱아일랜드의 벌려진 종점의 빙퇴석에 의하여 건너진다.

### 인접한 군들
- 브롱크스 군 (브롱크스) - 북부
- 나소 군 - 동부
- 킹스 군 (브루클린) - 서부
- 뉴욕 군 (맨해튼) - 북서부

### 기후
| 퀸스 (존 F. 케네디 국제공항)의 기후                                                       | 퀸스 (존 F. 케네디 국제공항)의 기후 | 퀸스 (존 F. 케네디 국제공항)의 기후 | 퀸스 (존 F. 케네디 국제공항)의 기후 | 퀸스 (존 F. 케네디 국제공항)의 기후 | 퀸스 (존 F. 케네디 국제공항)의 기후 | 퀸스 (존 F. 케네디 국제공항)의 기후 | 퀸스 (존 F. 케네디 국제공항)의 기후 | 퀸스 (존 F. 케네디 국제공항)의 기후 | 퀸스 (존 F. 케네디 국제공항)의 기후 | 퀸스 (존 F. 케네디 국제공항)의 기후 | 퀸스 (존 F. 케네디 국제공항)의 기후 | 퀸스 (존 F. 케네디 국제공항)의 기후 | 퀸스 (존 F. 케네디 국제공항)의 기후 |
| 월                                                                                        | 1월                                 | 2월                                 | 3월                                 | 4월                                 | 5월                                 | 6월                                 | 7월                                 | 8월                                 | 9월                                 | 10월                                | 11월                                | 12월                                | 연간                                |
| ----------------------------------------------------------------------------------------- | ----------------------------------- | ----------------------------------- | ----------------------------------- | ----------------------------------- | ----------------------------------- | ----------------------------------- | ----------------------------------- | ----------------------------------- | ----------------------------------- | ----------------------------------- | ----------------------------------- | ----------------------------------- | ----------------------------------- |
| 역대 최고 기온 °C (°F)                                                                    | 22 (71)                             | 22 (71)                             | 29 (85)                             | 32 (90)                             | 37 (99)                             | 37 (99)                             | 40 (104)                            | 38 (101)                            | 37 (98)                             | 35 (95)                             | 27 (80)                             | 24 (75)                             | 40 (104)                            |
| 일평균 최고 기온 °C (°F)                                                                  | 4.2 (39.5)                          | 5.4 (41.7)                          | 9.3 (48.7)                          | 14.9 (58.8)                         | 20.2 (68.4)                         | 25.6 (78.0)                         | 28.7 (83.6)                         | 27.9 (82.2)                         | 24.3 (75.8)                         | 18.2 (64.7)                         | 12.1 (53.8)                         | 6.9 (44.5)                          | 16.4 (61.6)                         |
| 일일 평균 기온 °C (°F)                                                                    | 0.4 (32.8)                          | 1.4 (34.5)                          | 5.1 (41.1)                          | 10.5 (50.9)                         | 15.8 (60.5)                         | 21.2 (70.2)                         | 24.5 (76.1)                         | 23.9 (75.0)                         | 20.2 (68.4)                         | 14.0 (57.2)                         | 8.2 (46.8)                          | 3.5 (38.3)                          | 12.4 (54.3)                         |
| 일평균 최저 기온 °C (°F)                                                                  | −3.2 (26.2)                         | −2.6 (27.4)                         | 0.9 (33.6)                          | 6.1 (42.9)                          | 11.4 (52.5)                         | 16.9 (62.4)                         | 20.4 (68.7)                         | 19.9 (67.8)                         | 16.1 (61.0)                         | 9.9 (49.8)                          | 4.3 (39.8)                          | 0.0 (32.0)                          | 8.3 (47.0)                          |
| 역대 최저 기온 °C (°F)                                                                    | −19 (−2)                            | −19 (−2)                            | −14 (7)                             | −7 (20)                             | 1 (34)                              | 7 (45)                              | 13 (55)                             | 8 (46)                              | 4 (40)                              | −1 (30)                             | −9 (15)                             | −17 (2)                             | −19 (−2)                            |
| 평균 강수량 mm (인치)                                                                     | 82 (3.23)                           | 70 (2.76)                           | 100 (3.94)                          | 90 (3.55)                           | 93 (3.66)                           | 98 (3.85)                           | 98 (3.86)                           | 104 (4.11)                          | 91 (3.58)                           | 94 (3.72)                           | 78 (3.07)                           | 101 (3.96)                          | 1,100 (43.29)                       |
| 평균 강설량 cm (인치)                                                                     | 19 (7.5)                            | 22 (8.6)                            | 11 (4.3)                            | 1.5 (0.6)                           | 0.0 (0.0)                           | 0.0 (0.0)                           | 0.0 (0.0)                           | 0.0 (0.0)                           | 0.0 (0.0)                           | 0.0 (0.0)                           | 1.0 (0.4)                           | 11 (4.5)                            | 66 (25.9)                           |
| 평균 강수일수 (≥ 0.01 인치)                                                               | 10.7                                | 9.8                                 | 10.8                                | 11.4                                | 11.8                                | 10.6                                | 9.4                                 | 9.0                                 | 8.2                                 | 9.4                                 | 8.9                                 | 11.2                                | 121.2                               |
| 평균 강설일수 (≥ 0.1 인치)                                                                | 4.6                                 | 3.8                                 | 2.5                                 | 0.3                                 | 0.0                                 | 0.0                                 | 0.0                                 | 0.0                                 | 0.0                                 | 0.0                                 | 0.2                                 | 2.6                                 | 14.0                                |
| 평균 상대 습도 (%)                                                                        | 64.9                                | 64.4                                | 63.4                                | 64.1                                | 69.5                                | 71.5                                | 71.4                                | 71.7                                | 71.9                                | 69.1                                | 67.9                                | 66.3                                | 68.0                                |
| 출처: 미국 해양대기청 (평년값: 1991년~2020년, 극값: 1948년~현재, 상대습도: 1961년~1990년) |                                     |                                     |                                     |                                     |                                     |                                     |                                     |                                     |                                     |                                     |                                     |                                     |                                     |

## 이웃들

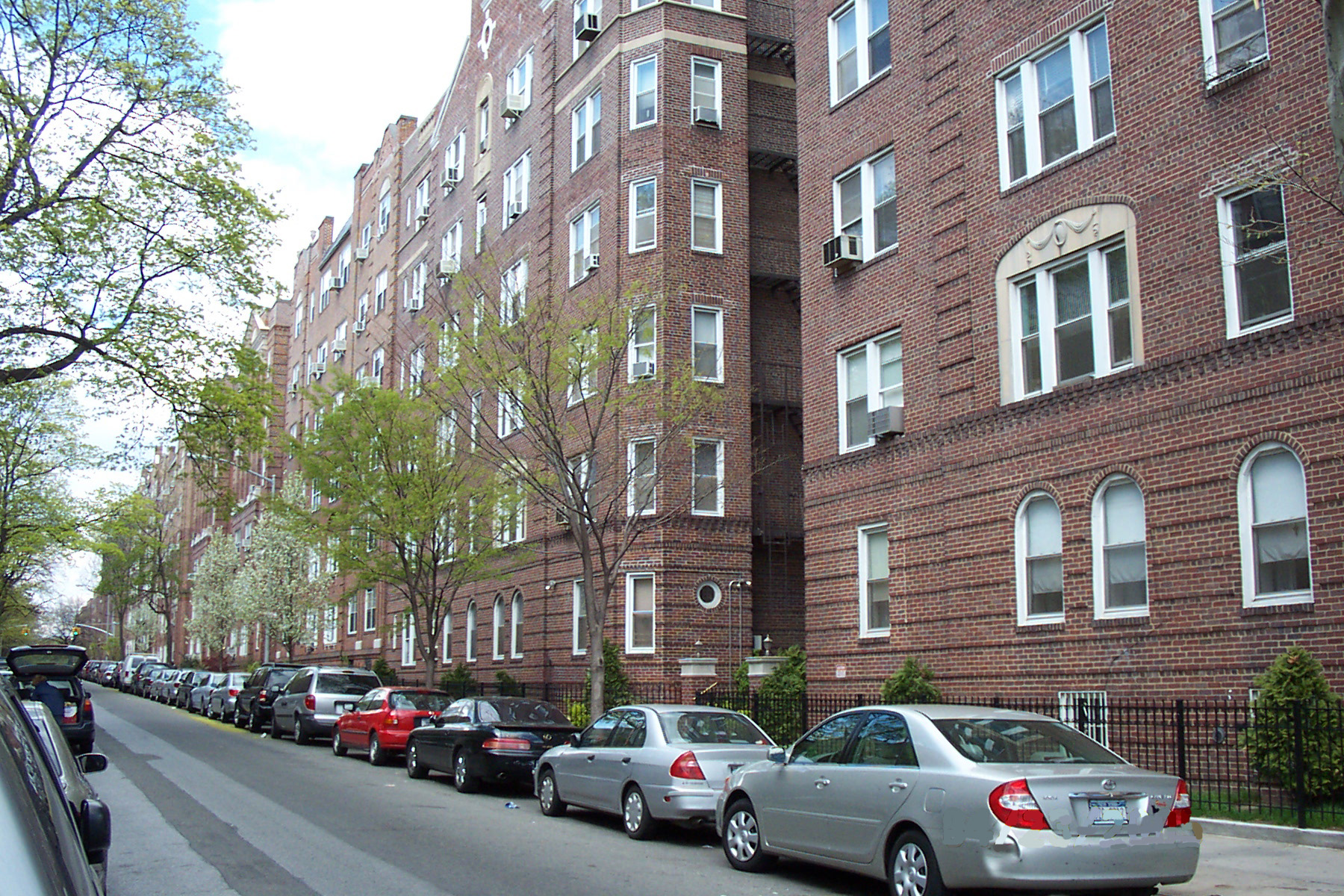
잭슨 하이츠

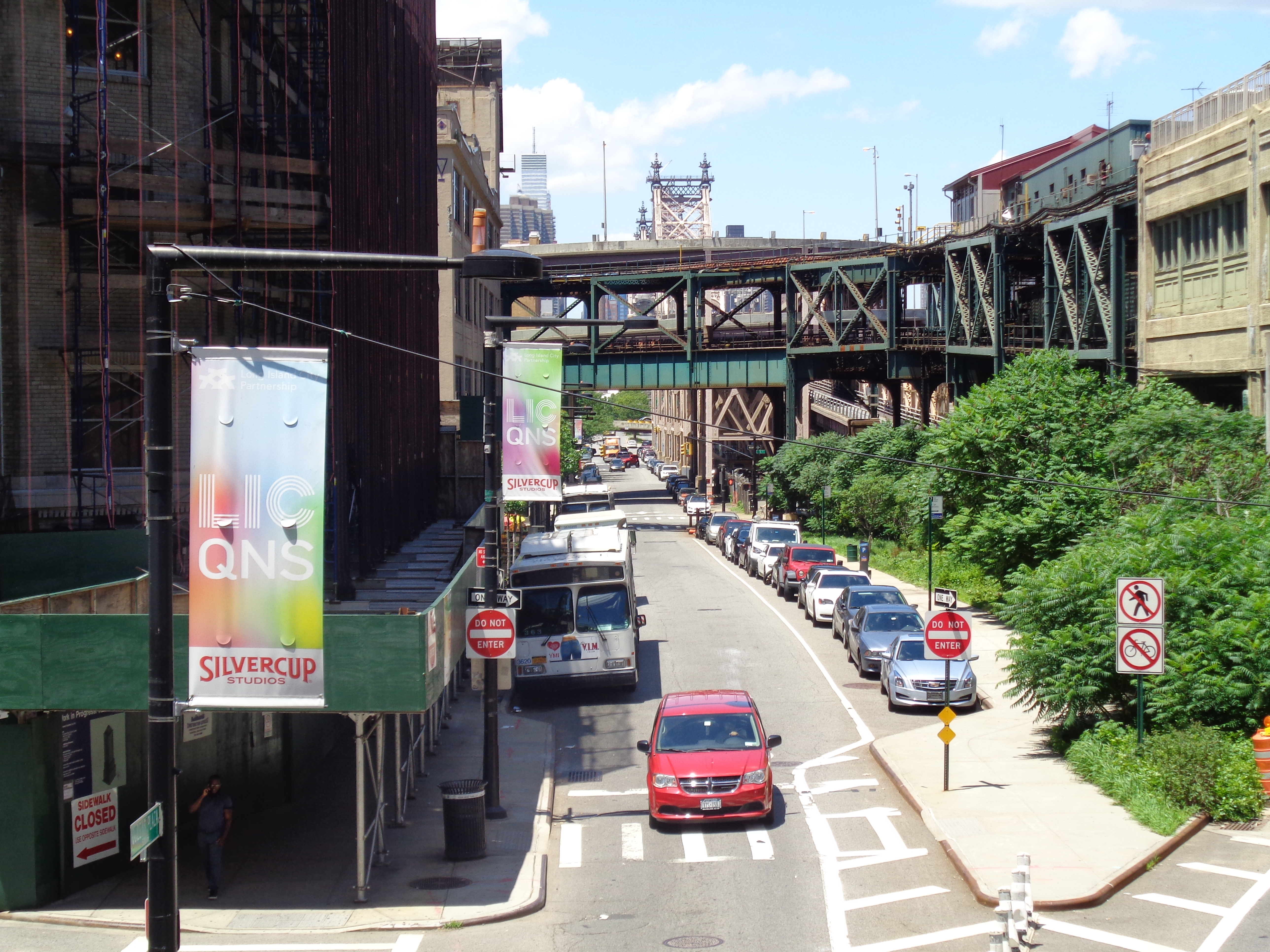
롱아일랜드시티는 서부 퀸스에서 이웃이다.

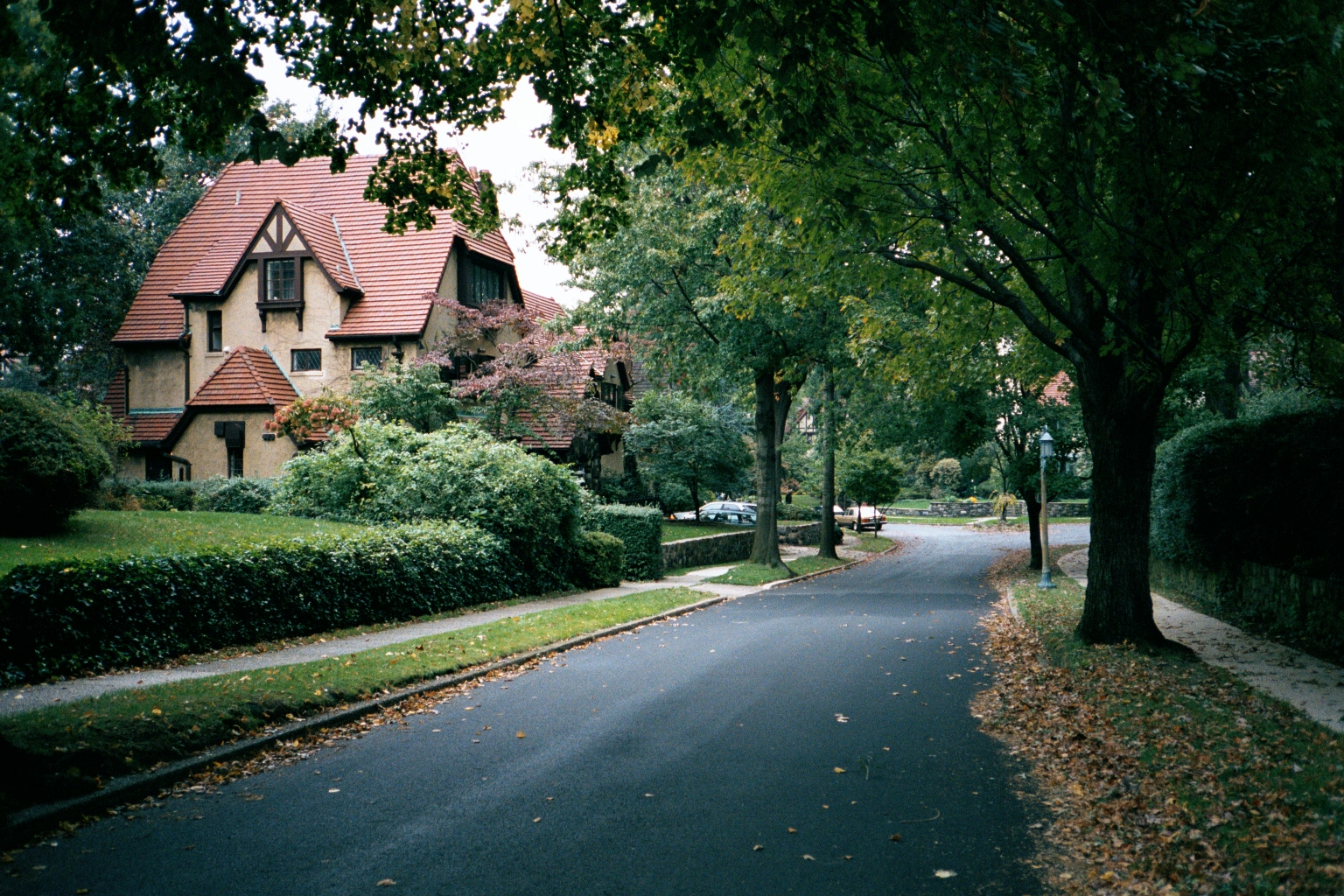
포리스트 힐스 가든스

4개의 미국 우정청의 우편 지대들이 퀸스를 취급하며 뉴욕으로 5개의 자치구들 중의 합병에서 존재에 타운들을 취급한 것에 거칠게 기초를 두었다 - 롱아일랜드시티 (우편번호 111-), 자메이카 (114-), 플러싱 (113-)과 파록어웨이 (116-).  나소 군에서 기초를 둔 플로랄 파크 우체국 (110 -)은 북동부 퀸스의 작은 부분을 취급한다.  이 주요 우체국들의 각각 우체국은 개인적 우편 번호들과 함께 한 이웃의 분국들을 가졌고, 다른 자치구들과 달리 이 분국의 이름들은 어드레싱 편지들에 가끔 쓰인다.  이 우편 번호들은 항상 전통적 이웃의 이름들과 경계들을 반영하지 않는 데 예를 들어 "이스트 엠허스트"는 미국 우정청에 의하여 크게 주조되지 않았고, 공식적 공동체가 아니다.  대부분의 이웃들은 견실한 경계들이 없다.  예를 들어 포리스트 힐스와 레고 파크는 겹친다.
퀸스의 주민들은 자치구 혹은 도시와 함께보다는 자신들의 이웃과 함께 가끔 가까이 자신들의 신분을 증명한다.  자치구는 유일한 이웃들의 다스의 잡동사니이며, 그 소유의 각각의 뚜렷한 주체성은 다음과 같다. -
- 퀸스에서 가장 큰 이웃들 중의 하나인 플러싱은 크고 자라나는 아시아인 공동체를 가지고 있다.  공동체는 중국인, 한국인과 남아시아인들로 이루어져 있다.  아시아인들은 이제 머리힐, 화이트스톤, 베이사이드, 더글러스턴, 리틀넥과 결국적으로 인접한 나소 군으로 축을 통하여 노던 불버드를 따라 동부로 확장시켰다.  이 이웃들은 역사적으로 라틴아메리카인들은 물론, 이탈리아와 그리스 계통의 주민들을 담았다.

- 하워드 비치, 화이트스톤과 미들 빌리지는 이탈리아계 미국인들의 큰 인구가 살고 있다.

- 오존 파크와 사우스 오존 파크는 큰 이탈리아계, 히스패닉과 가이아나계 인구를 가지고 있다.

- 록에이 비치는 큰 아일랜드계 미국인 인구를 가지고 있다.

- 북서부에 있는 애스토리아는 전통적으로 그리스 외부에서 가장 큰 그리스인 인구들 중의 하나이며, 이탈리아와 스페인 계통의 공동체들이기도 하면서 남아시아인, 아랍인들과 맨해튼에서 온 젊은 기술 전문가들의 자라나는 인구가 살고 있다.  롱아일랜드시티 근처는 주요 상업의 중심지이며, 북아메리카에서 가장 큰 집합 주택군인 퀸스브리지에 고향이다.

- 매스페스와 리지우드는 루마니아, 알바니아, 폴란드와 다른 슬라브족 인구들 같은 많은 동유럽 이민자들이 살고 있다.  리지우드도 또한 큰 히스패닉 인구를 가지고 있다.

- 잭슨 하이츠, 엠허스트와 이스트 엠허스트는 히스패닉, 아시아인, 티벳인과 남아시아인 공동체들의 괴상 직접을 차지한다.

- 우드사이드는 큰 아일랜드계 미국인 인구는 물론, 필리핀 계통의 주민들이 많이 살면서 "리틀 마닐라"가 있다.  퀸스 빌리지와 홀리스에도 필리핀 계통의 주민들의 큰 현존을 가지고 있다.

- 남부에 리치먼드 힐은 큰 가이아나인 공동체로서 가끔 "리틀 가이아나"로 생각되기도 한다.

- 레고 파크, 포리스트 힐스, 큐가든스와 큐가든스 힐스는 전통적으로 큰 유대인 인구를 가지도 있다.  (더 많은 최근의 유대인 이민자들이 이스라엘, 이란과 전 소련에서 왔어도, 역사적으로 그들은 독일과 동유럽에서 왔다)  이 이웃들은 또한 주로 중국에서 온 이민자들인 크고 자라나는 아시아인 공동체들이 있다.

- 자메이카 이스테이츠, 자메이카 힐스, 힐크레스트, 프레쉬 미도우스와 홀리스 힐스도 또한 많은 유대인 계통의 주민들과 거주되었다.  많은 아시아인 가족들도 프레쉬 미도우스의 일부에 거주하기도 한다.

- 자메이카는 큰 아프리카계 미국인과 카리브해 인구들이 살고 있다.  퀸스의 동부와 남동부를 따라 세인트 앨번스, 퀸스 빌리지, 캠브리아 하이츠, 스프링필드 가든스, 로즈데일, 로렐턴과 브라이어우드 같은 중산층 계급의 아프리카계 미국인과 카리브해 이웃들이 있다.

- 벨로즈와 플로럴 파크는 원래 많은 아일랜드계 미국인들이 살았으나 이제 압도적으로 인도인들을 포함한 자라나는 남아시아인 인구가 살고 있다.

- 코로나와 한번 "리틀이털리"로 숙고된 코로나 하이츠는 코로나 북부 부분과 인접한 이스트 엠허스트에서 강한 아프리카계 미국인 공동체와 함께 압도적으로 이탈리아계 미국인의 공동체였다.  1920년대부터 1960년대를 통하여 코로나는 굳게 맺어진 이웃을 남겼다.  오늘날 코로나는 엠허스트와 플러싱 사이에 위치한 중국계 주민들의 자라나는 인구와 함께 여러 퀸스의 이웃 중에 라티노들의 가장 높은 수가 집중되어 있다.

## 인구 통계
| 인구조사                                                           | 인구      | Note | %±     |
| ------------------------------------------------------------------ | --------- | ---- | ------ |
| 1790년                                                             | 6,159     |      | —      |
| 1800년                                                             | 6,642     |      | 7.8%   |
| 1810년                                                             | 7,444     |      | 12.1%  |
| 1820년                                                             | 8,246     |      | 10.8%  |
| 1830년                                                             | 9,049     |      | 9.7%   |
| 1840년                                                             | 14,480    |      | 60.0%  |
| 1850년                                                             | 18,593    |      | 28.4%  |
| 1860년                                                             | 32,903    |      | 77.0%  |
| 1870년                                                             | 45,468    |      | 38.2%  |
| 1880년                                                             | 56,559    |      | 24.4%  |
| 1890년                                                             | 87,050    |      | 53.9%  |
| 1900년                                                             | 152,999   |      | 75.8%  |
| 1910년                                                             | 284,041   |      | 85.6%  |
| 1920년                                                             | 469,042   |      | 65.1%  |
| 1930년                                                             | 1,079,129 |      | 130.1% |
| 1940년                                                             | 1,297,634 |      | 20.2%  |
| 1950년                                                             | 1,550,849 |      | 19.5%  |
| 1960년                                                             | 1,809,578 |      | 16.7%  |
| 1970년                                                             | 1,986,473 |      | 9.8%   |
| 1980년                                                             | 1,891,325 |      | −4.8%  |
| 1990년                                                             | 1,951,598 |      | 3.2%   |
| 2000년                                                             | 2,229,379 |      | 14.2%  |
| 2010년                                                             | 2,230,722 |      | 0.1%   |
| 2020년                                                             | 2,405,464 |      | 7.8%   |
| U.S. Decennial Census 1790-1960 1900-1990 1990-2000 2010-2018 2020 |           |      |        |

### 인구 측량

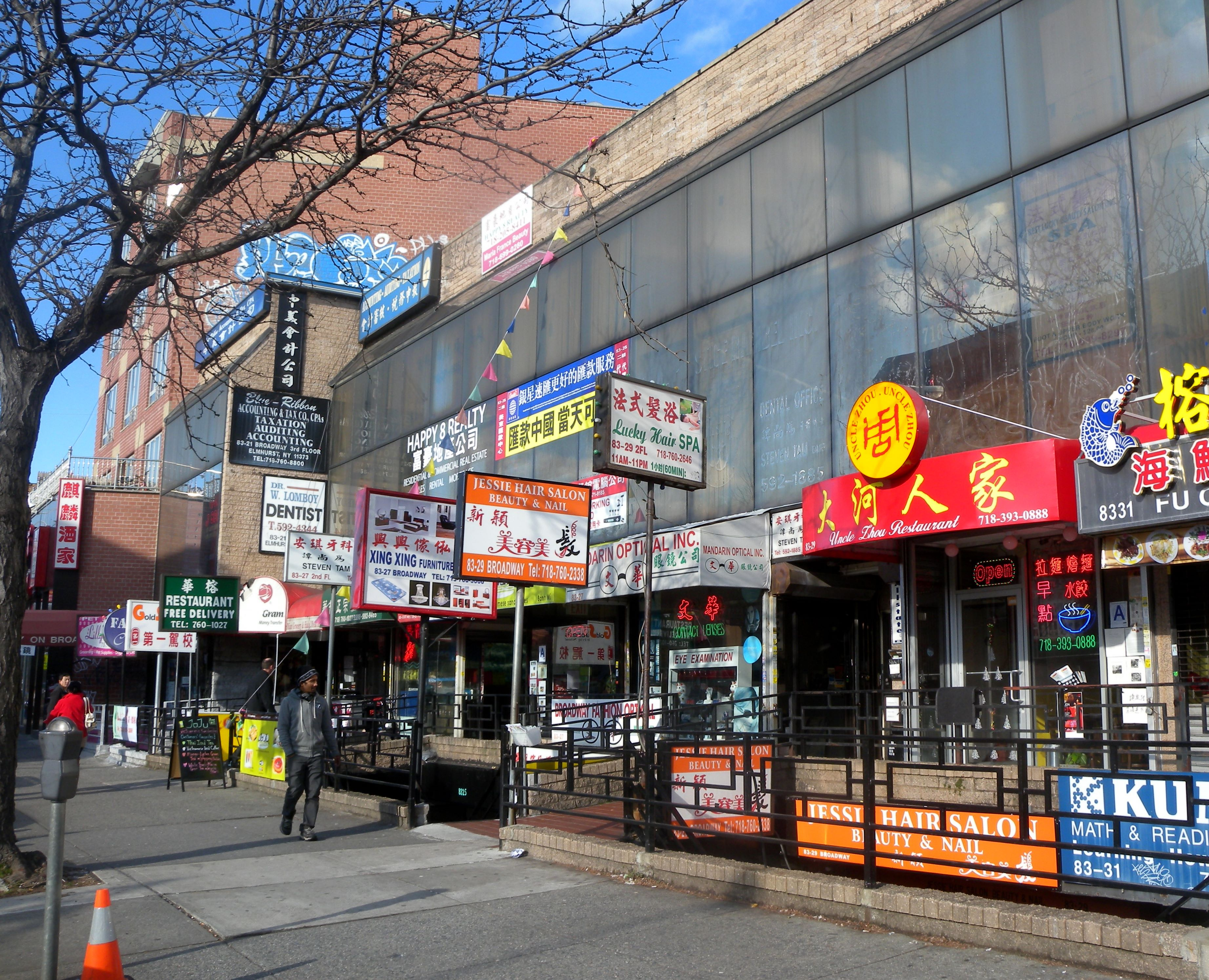
브로드웨이와 동언 애비뉴의 모퉁이에 있는 엠허스트 차이나타운

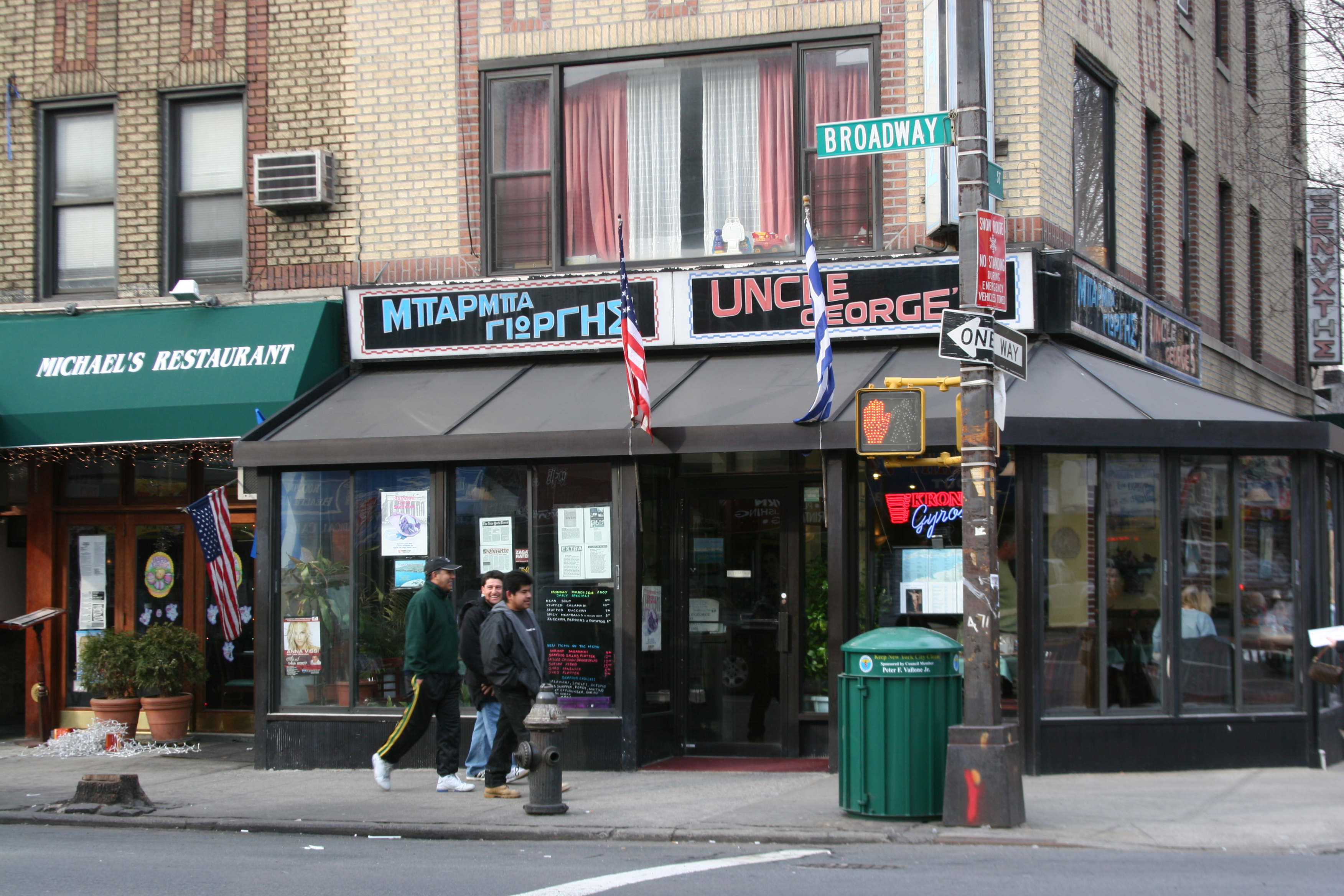
가장 큰 그리스계 주민들의 이웃 애스토리아의 거리 장면

2010년 이래 퀸스의 인구는 미국 인구 조사국에 의하여 2,339,150명으로 4.9%로 증가한 것으로 측정되었고, 2015년으로 봐서 퀸스의 측정된 인구는 뉴욕 시의 인구 8,550,405명의 27.4%, 롱아일랜드의 인구 7,838,722명의 29.8%와 뉴욕주의 인구 19,795,791명의 11.8%를 대표하였다.
2012년 인구 조사의 측정에 의하면 인구의 27.2%는 비히스패닉 백인, 20.9%는 아프리카계 미국인, 24.8%는 아시아인, 12.9%는 어떤 다른 인종들이었다.  퀸스 인구의 27.9%는 아무 인종의 히스패닉 혹은 라티노였다.
뉴욕 도시 계획부는 대수롭지 않게 보고된 2000년과 2010년 사이에 인구에서 증가에 의하여 놀라게 되었다.  이민자들과 밀입국자들의 높은 비율들과 함께 한 지역들은 전통적으로 이유들의 다양성을 위하여 빠뜨리며 세워졌고, 가끔 공무원들의 불신 혹은 신분을 증명하는 데 원치 않은 것에 기반을 두었다.  많은 경우들에서 비어있는 아파트들의 총수는 지방 조사관들로부터 자료와 부동산 소유자들로부터 보고들에 일치하지 않았다.
2000년 미국 인구 조사국으로 봐서 퀸스 군에 2,229,379명의 주민, 782,664명의 가정과 537,690명의 가족이 있었다.  인구 밀도는 스퀘어 마일 (7,879.6/km2)에 20,409.0의 거주자들이었다.  스퀘어 마일 (2,888.5/km2)에 7,481.6의 평균 밀도에 817,250개의 주택 단위들이 있었다.  군의 인종적 구성은 44.08% 백인, 20.10% 흑인, 0.50% 아메리카 인디언, 17.56% 아시아인, 0.06% 태평양 도서민, 그리고 11.68% 다른 인종들었다.  인구의 24.97%는 아무 인종의 히스패닉 혹은 라티노였다.

### 민족 단체들
2010년으로 봐서 퀸스에서 대략 인구의 48.5%는 외국 출신이었다.  그 중 49.5%는 라틴아메리카, 33.5%는 아시아, 14.8%는 유럽, 1.8%는 아프리카, 그리고 0.4%는 북아메리카에서 태어났다.  대충 인구의 2.1%는 푸에르토리코에서 태어났다.  추가로 51.2%는 미국에서 태어났다.  5세 이상의 인구의 대략 44.2%는 집에서 영어를, 23.8%는 스페인어를 쓴다.  또한 인구의 16.8%는 집에서 인도 유럽어를 쓴다.  또다른 13.5%는 집에서 아시아의 언어를 쓴다.
아시아인 인구 중에 중국인은 237,484명의 주민들과 함께 퀸스 인구의 10.2%에서 가장 큰 민족 단체를 이루며, 다른 동아시아와 동남아시아 민족 단체들은 한국인 (2.9%), 필리핀인 (1.7%), 일본인 (0.3%), 태국인 (0.2%), 베트남인 (0.2%)과 둘다 인구의 0.1%를 차지하는 인도네시아인과 버마인이다.  남아시아 계통의 주민들은 퀸스 인구의 7.8%를 차지하며, 인도인 (5.3%), 방글라데시인 (1.5%), 파키스탄인 (0.7%)과 네팔인 (0.2%)이다.
2000년으로 봐서 퀸스에서 어떤 주요 유럽인 계통의 주민들은 다음을 포함한다. -
- 이탈리아계 - 8.4%

- 아일랜드계 - 5.5%

- 독일계 - 3.5%

- 폴란드계 - 2.7%

- 러시아계 - 2.3%

- 그리스계 - 2.0%

히스패닉 혹은 라티노 인구는 1990년과 2006년 사이에 587,773명으로 61%에 의하여 증가되었고, 이제 자치구 인구의 26.5%를 차지한다.  퀸스는 이제 수천명의 라티노와 히스패닉들이 살며 다음과 같다. - 
- 퀸스는 도시에서 가장 큰 콜롬비아인 인구를 가져 총 80,116명으로 도시의 콜롬비아인 총 인구의 76.6%이다.

- 퀸스는 도시에서 가장 큰 에콰도르인 인구를 가져 총 101,339명으로 도시의 에콰도르인 총 인구의 62.2%이다.

- 퀸스는 도시에서 가장 큰 페루인 인구를 가져 총 30,825명으로 도시의 페루인 총 인구의 69.9%이다.

- 퀸스에서 멕시코인 인구는 총 71,283명으로 45.7% 증가하여 브루클린에 이어 2번째로 높은 그들의 인구이다.

- 퀸스는 도시에서 가장 큰 엘살바도르인 인구를 가져 총 25,235명으로 도시의 엘살바도르인 총 인구의 50.7%이다.

퀸스는 도시의 아시아인 인구의 49.6%이다.  5개의 자치구들 중에 퀸스는 중국인, 인도인, 한국인, 필리핀인, 방글라데시인과 파키스탄인의 가장 큰 인구를 가지고 있다.  퀸스는 미국 서부의 외부 군에 의하여 가장 큰 아시아계 미국인 인구를 가지고 있으며, 2006년 미국 공동체 측량에 의하면 캘리포니아주 로스앤젤레스군, 하와이주 호놀룰루 군, 캘리포니아주 샌타클래라 군과 오렌지군에 밀려 477,772명 (21.18%)의 아시아계 미국인들과 함께 미국의 군들 중 5위에 들어와있다.
자치군은 또한 15,604명의 파키스탄계 주민들은 물론, 2014년 측량된 144,896명 (2014년 자치구 인구의 6.24%)과 함께 국가에서 인도계 미국인들의 가장 높은 집중들 중의 하나이다.  퀸스는 캘리포니아주에 이어 국가에서 2번째로 가장 큰 시크교 인구를 가지고 있다.
2010년 퀸스는 뉴욕 시 안에서 몇몇의 아시아인 공동체들의 불균형적 분배를 가지고 있으며 다음과 같다. -
- 중국인 - 200,205명 (도시의 중국인 총 인구의 39.8%)

- 인도인 - 117,550명 (도시의 인도인 총 인구의 64%)

- 한국인 - 64,107명 (도시의 한국인 총 인구의 66.4%)

- 필리핀인 - 38,163명 (도시의 필리핀인 총 인구의 61.3%)

- 방글라데시인 - 18,310명 (도시의 방글라데시인 총 인구의 66%)

- 파키스탄인 - 10,884명 (도시의 파키스탄인 총 인구의 39.5%)

퀸스는 또한 세인트루이스와 시카고 만의 뒤로 15,000명 이상의 인구와 함께 3번째로 미국에서 가장 큰 보스니아인 인구를 가지고 있다.
2011년 뉴욕 유대인 호소 연합 동맹은 퀸스가 2002년 186,000명에서 198,000명으로 올라간 유대계 미국인이 살고 있는 것을 찾아냈다.
782,664명의 가정들 중에 31.5%는 그들과 사는 18세 미만의 자식들을 가졌고, 46.9%는 함께 사는 결혼한 부부였으며 16.0%는 현재 남편이 없는 여성 가장을 가졌고, 31.3%는 비 가족이었다. 전체 가장들의 25.6%는 개인들이었고, 9.7%는 65세 혹은 그 연상이었던 홀로 사는 자들을 가졌다.  평균 가정의 크기는 2.81이었고, 평균 가족 크기는 3.39였다.
퀸스 군에서 22.8%의 18세 미만, 9.6%의 18세부터 24세, 33.1%의 25세부터 44세, 21.7%의 45세부터 64세, 그리고 65세 혹은 연상이었던 12.7%와 함께 인구가 퍼져나갔다.  중위 연령은 35세였다.  100명의 모든 여성들을 위하여 92.9명의 남성들이 있었다.  100명의 18세 혹은 연상의 여성들을 위하여 89.6명의 남성들이 있었다.
군에서 중간 소득은 가정을 위하여 37,439 달러였고, 가족을 위하여 42,608 달러였다.  여성들을 위한 26,628 달러에 남성들은 30,576 달러의 중간 소득을 가졌다.  군을 위한 1인당 소득은 19,222 달러였다.  가족들의 대략 16.9%와 인구의 24.7%는 빈곤층 아래에 있었으며, 18세 미만의 18.8%와 64세 혹은 연상의 13.0%를 포함하였다.  퀸스에서 흑인 인구는 평균에 백인들보다 더욱 많이 돈을 번다.  이 많은 아프리카계 미국인들은 가족 수입이 평균보다 높은 큰 흑인 인구들을 가진 로렐턴과 캠브리아 하이츠 같은 나소 군 경계 근처의 조용하고 중산층 외곽 이웃들에 산다.  그 지역들은 거리의 잘 지켜진 주택들, 외곽적 느낌과 낮은 범죄율로 알려졌다.  퀸스의 부분들로부터 유럽계 미국인들의 이주는 오존 파크, 우드헤이번, 벨로즈, 플로럴 파크와 플러싱에서 출발들과 함께 오랜 전진으로 지내왔다.  화이트스톤, 칼리지 포인트, 노스 플러싱, 오번데일, 베이사이드, 미들 빌리지, 리틀넥과 더글러스턴 같은 이웃들은 백인 거주민들의 실질적인 이주가 없었으나 아시아인 (대부분 중국인과 한국인) 인구의 증가를 봤다.  퀸스는 최근에 적은 도시 설정에서 맨해튼 근처로 거주하고 싶어하는 주민들을 위한 그 이웃의 대부분을 매우 바람직하게 만드는 부동산의 붐을 경험하였다.  퀸스는 100,000명 이상 인구의 군들 중에 미국에서 가장 다양한 군이다.

## 문화

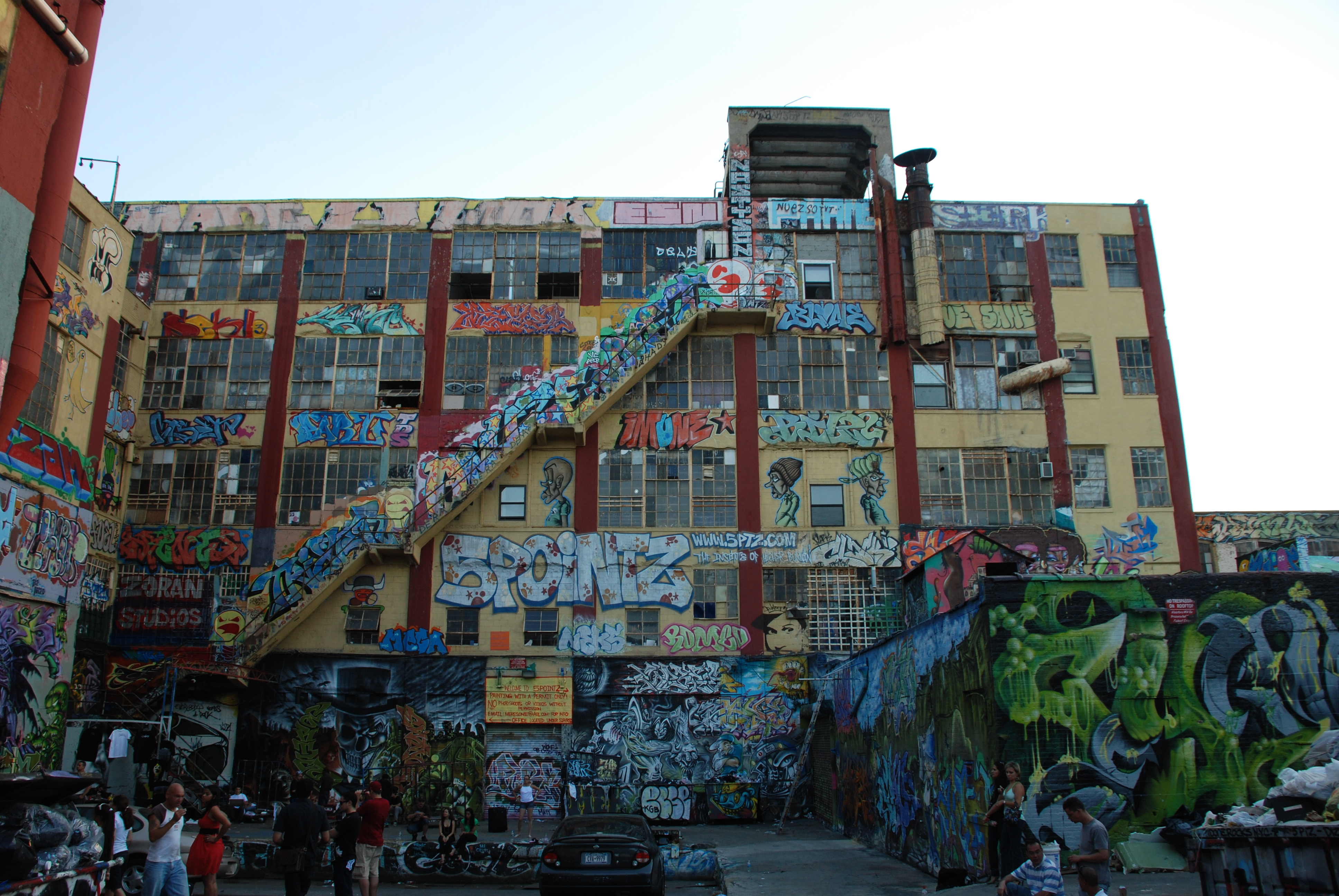
5 포인츠에 남겨진 낙서들

퀸스가 아무 주요 예술적 운동들의 중심지로 지내오지 않은 동안 그곳은 토니 베넷, 프랜시스 포드 코폴라, 폴 사이먼과 로버트 매플소프 같은 두드러진 예술인들의 고향으로 지내왔다.  현재 퀸스의 시인은 파블로 하비에르이다.
퀸스는 자치구에서 아프리카 시정 극장과 아프리카계 미국인들에게 명확하게 오락을 제공한 블랙 스펙터럼 시어터 컴퍼니 같은 설립들과 함께 애정을 받은 아프리카계 미국인 문화를 가지고 있다.  1940년대에 퀸스는 루이 암스트롱, 찰리 파커와 엘라 피츠제럴드 같은 재즈 음악인들이 뉴욕주의 딴 곳에서 인종적 분리로부터 피난처를 찾아 자치구에 거주지를 차지하면서 재즈의 중요한 중심지였다.  추가적으로 나스, Run-D.M.C., 쿨 지 랩, 맙딥, 50 센트와 니키 미나즈를 포함한 두드러진 힙합 가수들이 퀸스에서 왔다.
퀸스는 그 다양한 공동체들을 취급하는 다양한 박물관들과 문화적 기관들을 주최한다.  그들은 존 브라운 하우스 같이 역사적에서 뉴욕 과학 회관 같이 과학적으로, 노구치 미술관 같이 인습적에서 5 포인츠 같이 유일한 낙서 전시들로 정렬시켰다.  제한되지 않은 퀸스의 문화적 기관들은 다음을 포함한다. -
- 5 포인츠

- 아프리카 시정 극장

- 바운 하우스

- 킹 메이너

- 노구치 미술관

- 뉴욕 과학 회관

- 퀸스 식물원

- 퀸스 미술관

- 조각 센터

- 북아메리카 힌두교 회당 사회

여행 잡지 론리 플래닛도 또한 그 문화와 요리의 다양성으로 2015년을 위하여 미국에서 최고 목적지로 퀸스를 지정하기도 하였다.

### 언어
퀸스에서는 138개의 언어가 쓰이고 있다.  2010년으로 봐서 5세 혹은 연상의 퀸스 거주민들 중 43.84% (905,890명)가 주요 언어로서 집에서 영어를 쓰며, 23.88 % (493,462명)가 스페인어, 8.06% (166,570명)가 중국어, 3.44% (71,054명)가 다양한 인도의 언어들, 2.74% (56,701명)가 한국어, 1.67% (34,596명)가 러시아어, 1.56% (32,268명)가 이탈리아어, 1.54% (31,922명)가 타갈로그어, 1,53% (31,651명)가 그리스어, 1.32% (27,345명)가 프랑스식 크리올어, 1.17% (24,118명)가 폴란드어, 0.96% (19,868명)가 힌디어, 0.93% (19,262명)가 우르두어, 0.92% (18,931명)가 다른 아시아의 언어들, 0.80% (10,008명)이 다른 인도 유럽어, 0.71% (14,685명)가 프랑스어, 0.61% (12,505명)가 아랍어, 0.48% (10,008명)가 세르보크로아트어를 쓴다.  그리고 히브리어는 5세 연상에 인구의 0.46% (9,410명)에 의한 주요 언어로서 쓰였다.  총수에서 5세와 연상의 퀸스 인구의 56.16% (1,160,483명)가 영어보다 자신들의 모국어를 썼다.

### 음식
퀸스에서 맛볼 수 있는 요리는 그 막대한 문화적 다양성을 반영한다.  가끔 그 인구 통계를 대표하는 특이한 이웃의 요리는 예를 들어 애스토리아는 그 전통적으로 그리스인의 인구를 간직하여 많은 그리스 요리 식당들을 가지고 있다.  잭슨 하이츠는 우세한 인도 요리와 또한 많은 라틴아메리카의 간이 식당으로 알려졌다.  플러싱에는 많은 한국 식당들이 있다.

## 교통

### 공항들

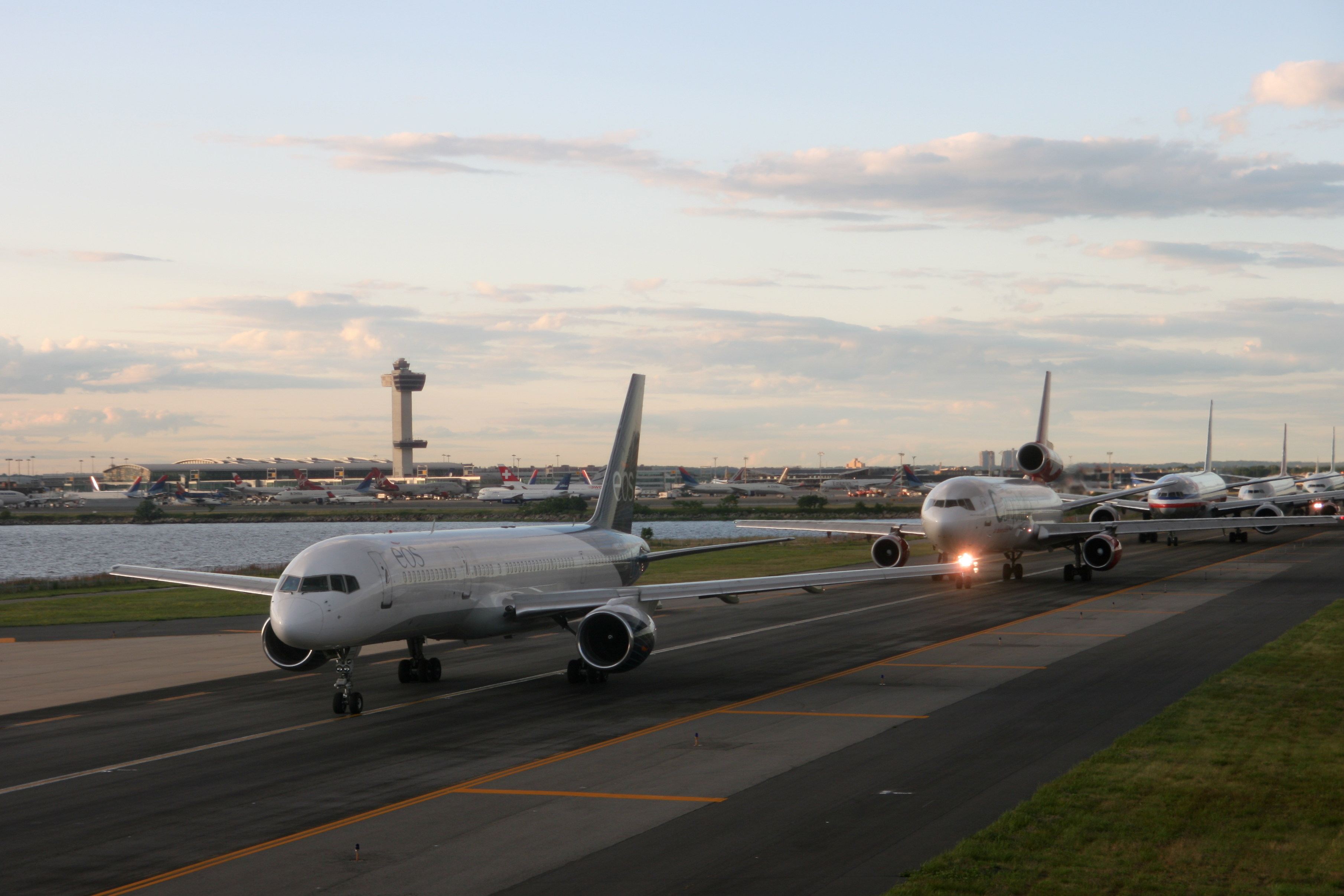
퀸스에 있는 뉴욕의 국제공항 존 F. 케네디 국제공항은 미국으로 향하는 가장 바쁜 국제 항공 승객의 통로이다.

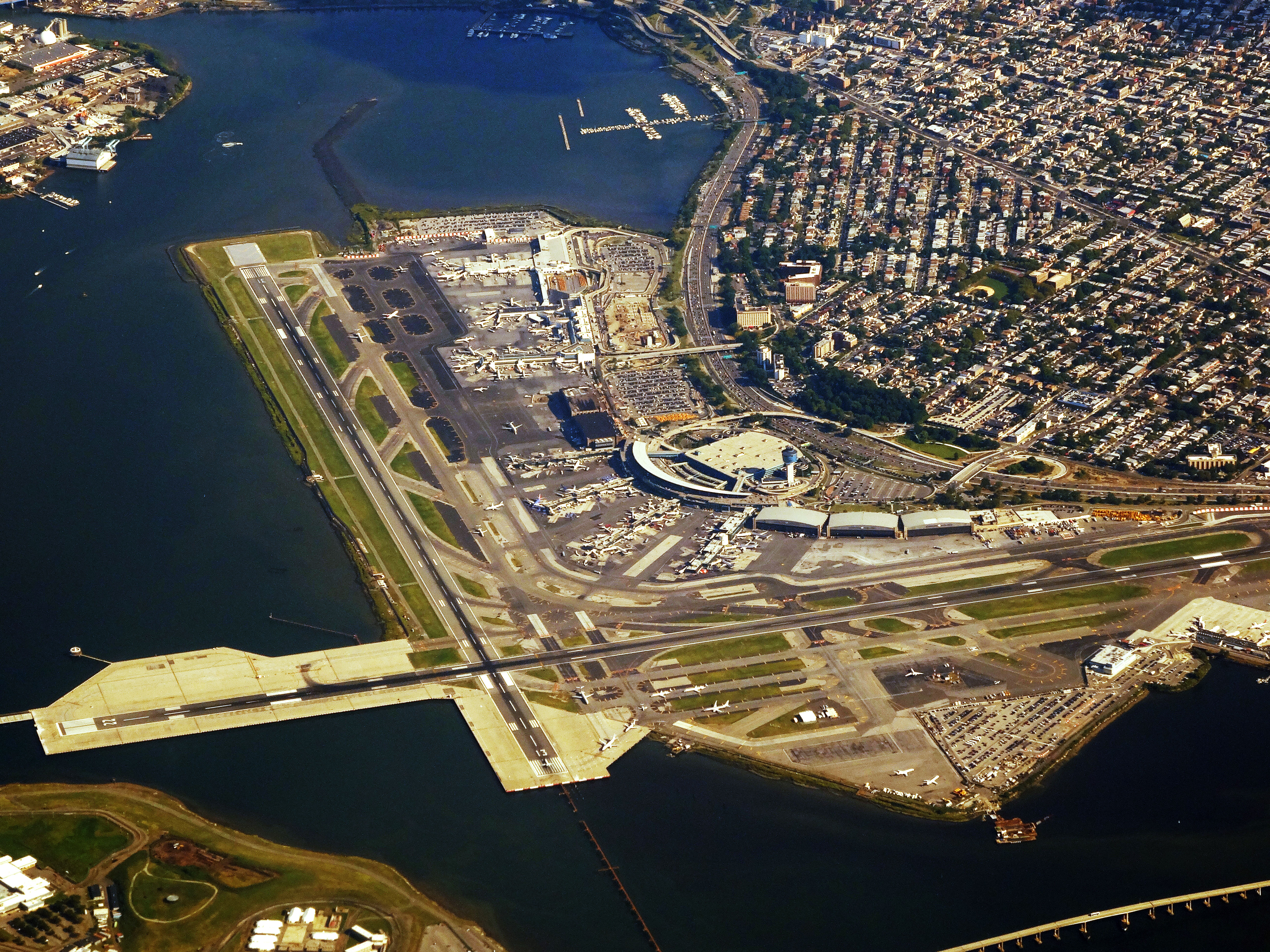
2015년 7월 라과디아 공항의 수억 달러 건설이 발표되었다.

퀸스는 뉴욕 메트로폴리탄 지역의 3개의 주요 공항들이 거기에 위치하면서 국제선과 주간의 항공 교통에서 중대한 중요성을 가지고 있다.
2014년 27.4 백만 국제 승객들과 함께 존 F. 케네디 국제공항은 국제 승객 교통에 의하여 미국에서 가장 바쁜 공항이다.  뉴욕 시에 의하여 소유되었고, 뉴욕주와 뉴저지주의 항만 당국에 의하여 1947년 이래 관리된 공항의 활주로들과 6개의 터미널이 퀸스 남동부에서 자메이카 베이에 4,930 에이커 (2,000 헥타르)를 덮고 있다.  1963년 12월 당시 최근에 암살된 대통령을 영예하는 데 케네디로 이름을 바꾸면서 공항의 원래 공식 이름은 뉴욕 국제공항이었다.
라과디아 공항은 플러싱 베이에 놓인 퀸스 북부에 있는 플러싱에 위치하였다.  원래 1939년에 개장한 공항의 2개의 활주로와 4개의 터미널은 608 에이커 (280 헥타르)를 덮으며 2015년 29.4 백만명의 승객들을 시중들었다.  2014년 공항의 터미널들에서 구식의 상태를 인용한 조 바이든 부통령은 라과디아 공항을 제3세계에 비교하였다.  2015년 뉴욕주와 뉴저지주의 항만 당국은 측정된 2021년 완공과 함께 라과디아 공항의 터미널과 입구 통로들을 재건하는 데 4억 달러의 프로젝트를 시작하였다.

### 대량 수송 수단

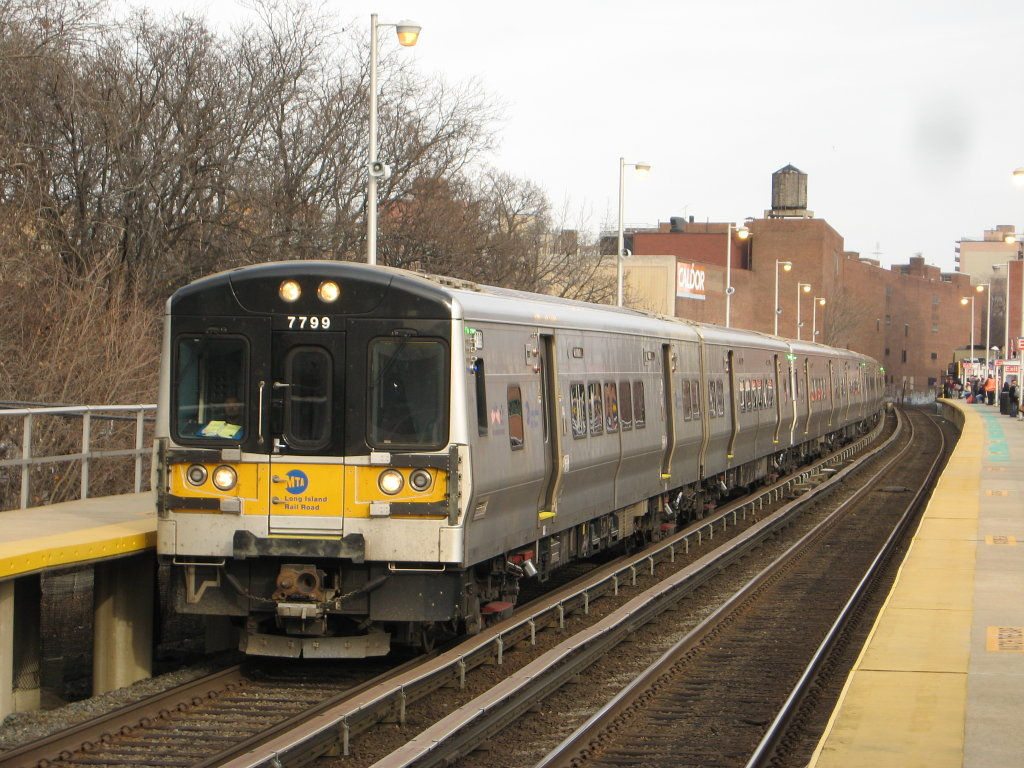
퀸스 주요 거리의 LIRR 전철역 (플러싱)

12개의 뉴욕 지하철 시스템의 노선들이 퀸스를 가로지르며, 7개의 주요 선들에서 81개의 역들을 시중든다.  The A, G, J/Z과 M 노선들은 처음에 맨해튼을 지나가지 않으면서 퀸스를 브루클린으로 연결한다.  The E, W와 7/<7> 노선들이 퀸스를 맨해튼 만으로 연결하는 동안 The F, M, N과 R 노선은 퀸스를 맨해튼을 지나 브루클린으로 연결한다.  M 노선에 전철들은 같은 여행에 2번이나 퀸스를 지나가고, 미들 빌리지와 포리스트 힐스에 있는 그 등신대로 종점들이 둘다 퀸스에 있다.
통근 철도 시스템인 롱아일랜드 철도는 맨해튼, 브루클린과 롱아일랜드로 시중과 함께 퀸스에서 22개의 역들을 움직인다.  자메이카역은 하나 (포트 워싱턴 브랜치)만 빼고 시스템에서 시스템이 모이는 중심의 역이다.  그곳은 미국에서 가장 바쁜 통근 철도의 중심지이다.  서니사이드 야드는 맨해튼에서 펜 역으로부터 도시간과 통근 열차들을 위한 암트랙과 NJ 트랜싯에 의하여 숙영지로 이용되었다.  61번가 - 우드사이드는 뉴욕 지하철로 많은 LIRR연결들 중의 하나로 활동한다.  사람들을 이동하는 고상한 에어트레인 시스템은 존 F. 케네디 국제공항을 뉴욕 지하철로, 그리고 밴윅 익스프레스웨이를 따라 롱아일랜드 철도로 연결하며, 갈라진 에어트레인 시스템은 라과디아 공항을 이 트랜싯 시스템으로 연결하는 데 그랜드 센트럴 파크웨이를 따라 계획되었다.  계획들은 그 낡은 시설들로 수억 달러 프로젝트에서 라과디아 공항 자신을 전체적으로 재건하는 데 2015년 7월에 발표되었다.
퀸스 안에서 MTA 뉴욕 시티 버스와 MTA 버스 브랜드들 아래 대략 100개의 지방 버스 노선들이 움직이며, MTA 뉴욕 시티 버스와 MTA 버스 브랜드들 아래 퀸스와 맨해튼 사이에 또다른 15개의 고속도로 통로들의 통근 정기 왕복 버스들이 다닌다.
퀸스를 브루클린과 연결하는 시내 전차 노선이 2024년 경에 시작될 서비스를 위하여 요구된 스케줄의 계획과 함께 2016년 2월에 제안되었다.

### 도로들

#### 고속도로들

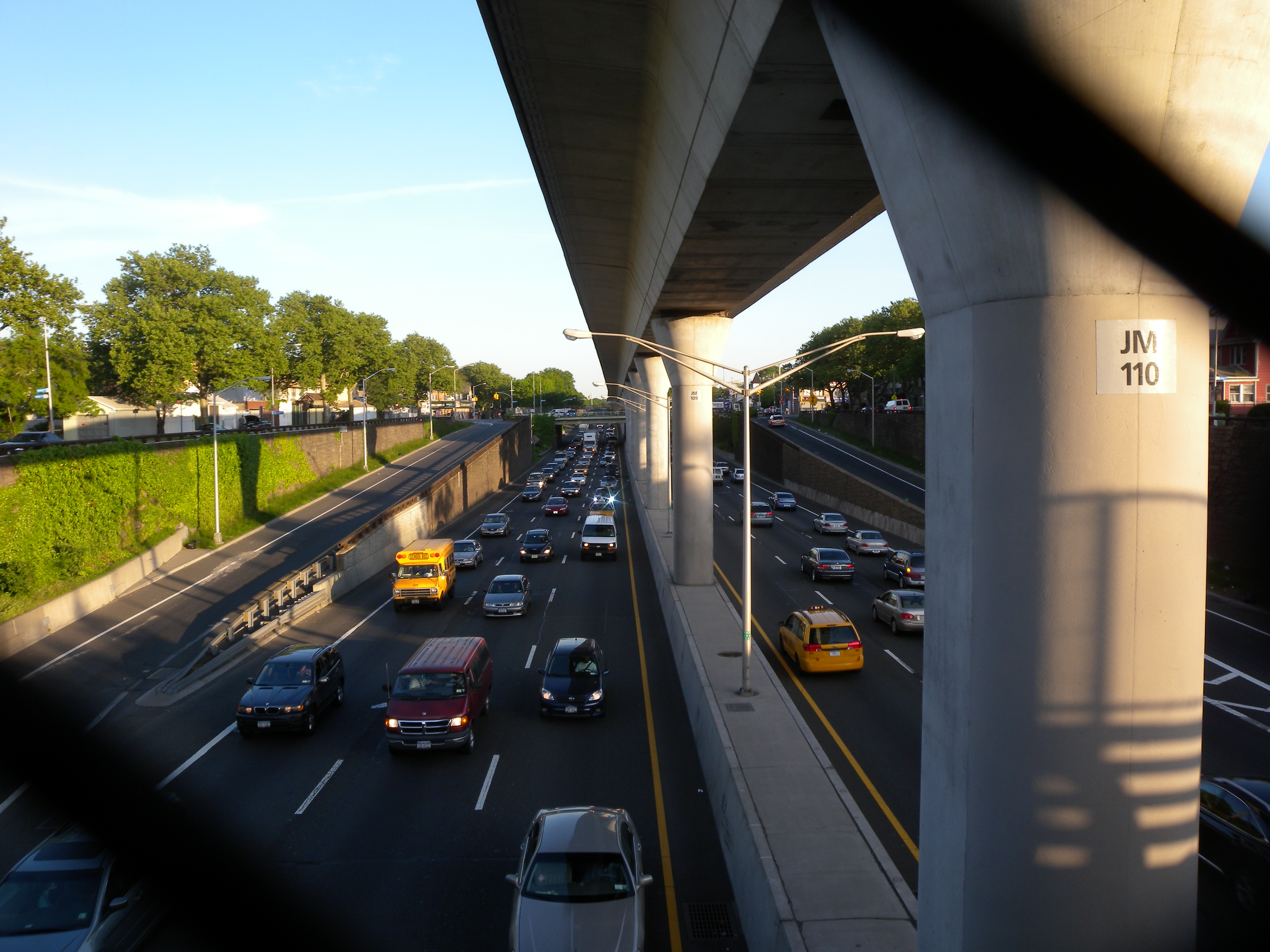
밴위크 익스프레스웨이 위에 놓인 에어트레인 JFK 행로

퀸스는 3개의 동서의 간선 고속도로들에 의하여 가로질러진다.  롱아일랜드 익스프레스웨이 (495)는 서부에 퀸스 미드타운 터널로부터 자치구를 지나 동부에 나소 군으로 달린다.  트라이보러 대교가 서부의 종점인 그랜드 센트럴 파크웨이가 노던 스테이트 파크웨이로 이름이 바뀐 퀸스 군/나소 군의 경계를 향하여 동부로 뻗어있다.  벨트 파크웨이는 브루클린에서 고워너스 익스프레스웨이에서 시작되어 애쿼덕트 레이스트랙과 존 F. 케네디 국제공항을 지난 퀸스로 들어가는 동부로 뻗어있다.  퀸스 군/나소 군 경계에서 동부 끝에 동부로 지속되는 서던 스테이트 파크웨이와 북부로 꺾는 크로스 아일랜드 파크웨이로 갈라진다.
퀸스에는 또한 몇몇의 남북 고속도로들이 있으며, 브루클린-퀸스 익스프레스웨이 (278), 백윅 익스프레스웨이 (678), 클리어뷰 익스프레스웨이 (295)와 크로스 아일랜드 파크웨이를 포함한다.

#### 거리들

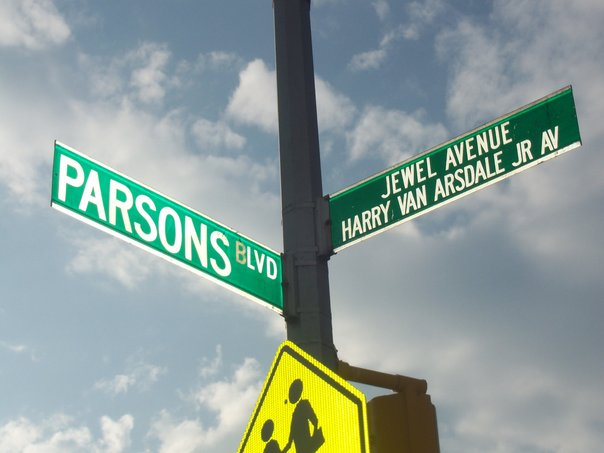
퀸스의 한 거리 사인

퀸스의 거리들은 거리의 이름들 (맨해튼과 브롱크스에 비슷한)의 수적인 거리의 시스템과 함께 세미 그리드 시스템에서 배치되었다.  동부로 세워진 차도들은 "Avenue"들이라고 언급되는 동안, 남북으로 세워진 전부 차도들의 거의는 "Street"들이며 Street들을 위하여 서부에서, 그리고 Avenue들을 위하여 북부에서 1번지와 시작된다.  자치구의 어떤 부분들에서 몇몇의 연속적인 거리들은 번지수들을 나눌 것 (예를 들어 72번지 Street는 72번지 Place와 72번지 Lane에 의하여, 혹은 52번지 Avenue는 52번지 Road, 52번지 Drive와 52번지 Court에 의하여 이어진다)이며 가끔 비거주민들을 위하여 혼동을 일으킨다.  추가로 지리 혹은 다른 상황들의 이유로  거리의 비탄들의 어리석은 조정들이 가끔 번지수들의 넘기로 이끈다. (예를 들어 디트마스 불버드에서 70번지 거리는 49번지 거리에 의하여 이어지는 헤이젠 스트리트에 의하여 따라진다)  번지수가 있는 상업적 거리들이 드물어도 번지수가 있는 도로들은 거주지로 이바지한다.  전형적으로 "불버드"와 "파크웨이"들로 한결같이 불러졌어도 18세기와 19세기에 시골 길들이었던 거리들의 공명한 번지수가 그 숫자보다 이름들을 소유한다.
퀸스의 많은 마을 거리 그리드들은 말로 이름들 만을 가졌고, 어떤 거리들은 번호를 매기는 계획들에 의하여 번지수가 매겨졌으며 어떤 거리들은 단어와 숫자들이 섞였다.  1920년대 초기에 "필라델피아 계획"은 전체의 자치구에 하나의 숫자가 붙은 시스템을 압제하는 데 세워졌다.  퀸스 자치구의 지지학 사무국은 세목들을 완전히 세웠다.  지하철역들은 부분적 만으로 이름이 다시 붙었으며, IRT 플러싱 노선을 따라 놓은 어떤 역들은 이제 원래 거리의 이름들을 따서 두배의 이름들을 나눈다.  2012년 43번지 불버드는 파인 스트리트가 되면서 더글러스턴 힐 역사 구역에 있는 어떤 번지수가 붙은 거리들은 자신들의 원래 이름들로 다시 이름을 지었다.
록웨이 반도는 자치구의 나머지 같이 같은 시스템을 따르지 않으나 그 소유의 숫자 시스템을 가지고 있다.  거리들은 나 군 경계 근처로부터 서부로 향하는 올라가는 순서에 번지수가 매겨졌고, "Beach"란 단어와 함께 앞에 붙여졌다.  가장 동부 끝에 거리들은 거의 전부 이름이 붙여졌다.  자메이카 만에 있는 베이스워터의 거리들은 "Beach"보다 "Bay"란 단어와 함께 붙여진 숫자의 거리들이 있다.  표준으로부터 또다른 탈선은 브로드 채널로 그것은 북남행의 숫자 진행을 유지하나 거리를 통하여 이웃의 주요 거리 크로스 베이 불버드로 관련된 위치에 따라 "West"와 "East"를 붙이는 것은 물론 "Road" 만을 쓴다.  브로드 채널의 거리들은 1950년대 퀸스 본토의 지속적인 그리드였고, 전직적으로 퀸스에서 최고의 숫자가 매겨진 애비뉴는 오늘날 하워드 비치와 해밀턴 비치에 있는 165th Avenue보다 208th Avenue였다.  다른 제외는 대부분의 부분이 브루클린 이웃 브런즈윅과 그리드와 주택 개발 시스템을 나눈 리지우드의 이웃이다.  그리드는 LIRR 베이 리지 브랜치의 선행권으로부터 플러싱 애비뉴로 동서를, 그리고 브로드웨이에서 베드퍼드스토이베선트 그리드와 만나는 데 인접하기 전에 리지우드에 있는 포리스트 애비뉴에서 브루클린에 있는 부시윅 애비뉴로 북남을 달린다.  그리드에 전부의 거리들은 이름들을 가지고 있다.

#### 다리와 터널들

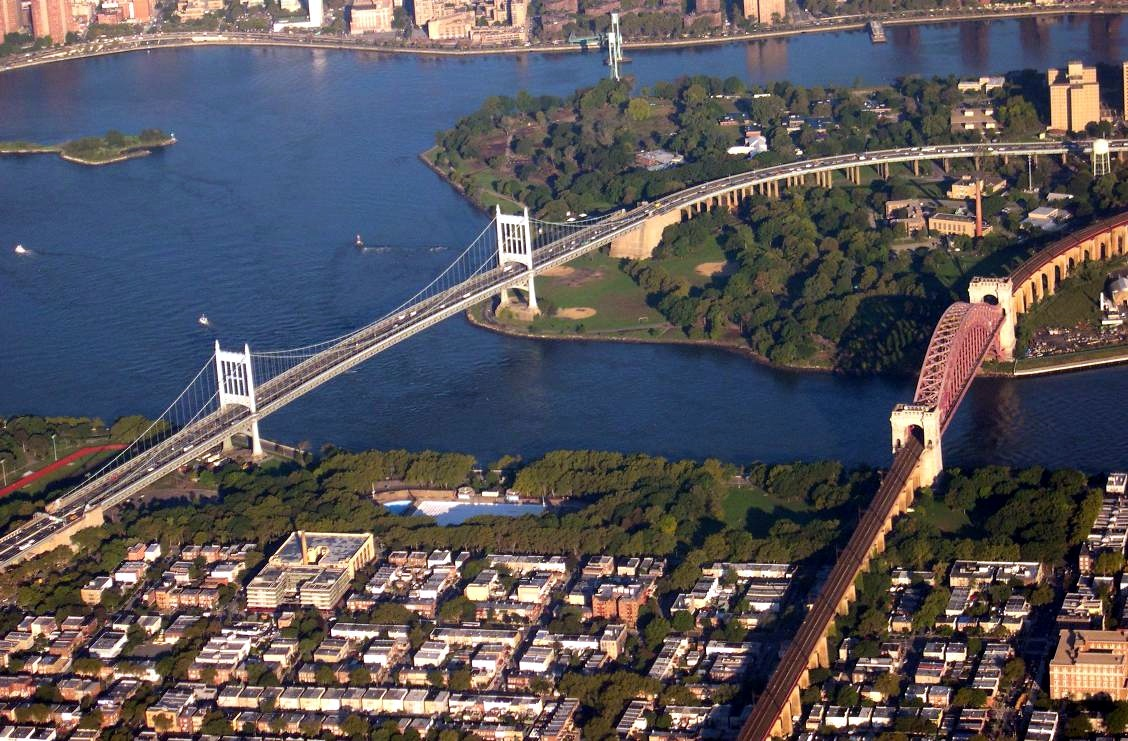
퀸스를 맨해튼과 브롱크스로 연결하는 트라이보러 대교

퀸스는 브롱크스-화이트스톤 대교, 스록스넥 대교, 트라이보러 대교와 헬 게이트 대교에 의하여 브롱크스로 연결된다.  퀸스는 루스벨트 아일랜드 대교에 의하여 루스벨트섬으로는 물론, 트라이보러 대교, 퀸스보로 대교와 퀸스 미드타운 터널에 의하여 맨해튼으로 연결된다.
퀸스/브루클린 경계의 대부분이 대지에 놓인 동안 뉴튼 크리크를 건너는 코시치우슈코 대교는 매스페스를 브루클린의 그린포인트로 연결한다.  푸아스키 대교는 그린포인트에 있는 맥기네스 불버드를 롱아일랜드 시티에 있는 11번지 거리, 잭슨 애비뉴와 헌터스 포인트 애비뉴로 연결한다.  그린포인트 애비뉴로도 알려진 J. J. 번 기념 대교는 그린포인트에 있는 그린포인트 애비뉴의 구역들과 롱아일랜드 시티를 연결한다.  더욱 적은 다리는 퀸스의 그랜드 애비뉴를 브루클린의 그랜드 스트리트로 연결한다.
1939년에 세워진 크로스 베이 베테랑스 기념 대교는 록웨이 반도를 브로드 채널과 퀸스의 나머지로 연결하는 데 자메이카 만을 가로지른다.  1937년에 건설된 머린 파크웨이-길 호지스 기념 대교는 브루클린의 가장 긴 통행로 플랫부시 애비뉴를 제이컵 리스 파크와 반도의 서부 끝과 잇는다.  둘다의 교차점들은 이제 MTA 대교와 터널들로 알려진 곳에 의하여 운영되는 데 건설되어 지속되었다.  크로스 만에 평행시킨 IND 록어웨이 라인은 이제 게이트웨이 내셔널 오락 지역의 일부이자 애틀랜틱 플라이웨이에 주요 정거장인 자메이카 만 야생동물 피난처로부터 짧게 걸어가는 브로드 채널에서 미드 베이 역을 가지고 있다.

### 수로들

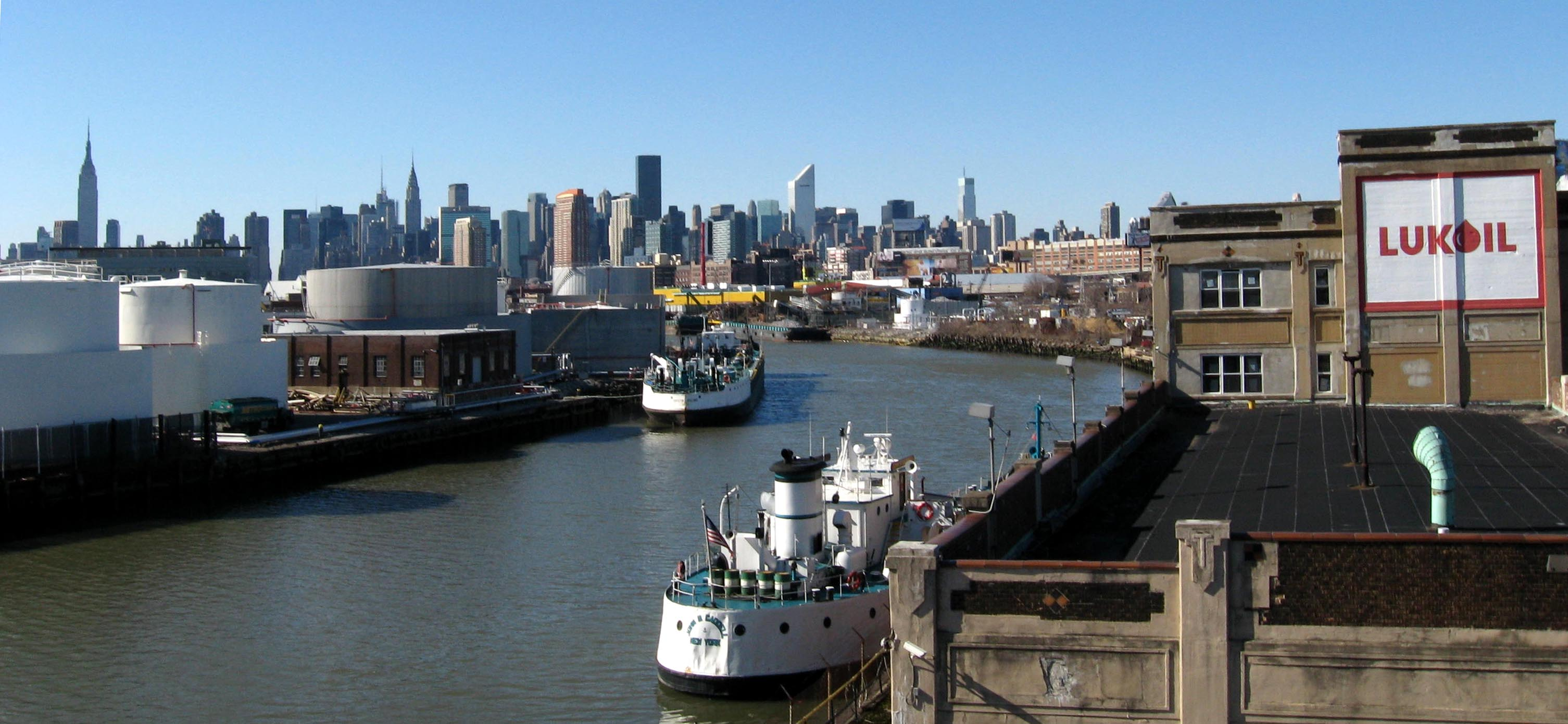
미드타운 맨해튼의 스카이 라인을 배경과 함께 한 뉴타운 크리크

1년 내내 스케줄이 잡힌 페리 서비스는 퀸스와 맨해튼을 연결한다.  뉴욕 수중 택시는 롱아일랜드 시티에 있는 헌터스 포인트부터 23번지 거리에 맨해튼으로, 그리고 월스트리트 돌제부두 11로 이스트강을 가로지르는 서비스를 운영한다.  2007년 제한된 주일 서비스가 록어웨이스에 가장 서부 포인트인 브리지 포인트와 브루클린 육군 터미널을 통하여 돌제부두 11 사이에 시작되었다.  서머타임 주말 서비스는 로어 맨해튼과 브루클린의 남서부로부터 반도의 게이트웨이 해번들로 서비스를 마련한다.
2012년 10월 29일 허리케인 샌디의 영향 후, 하워드 비치-JFK 공항의 남부에 놓친 IND 록어웨이 노선에 대량의 시설 손해가 수많은 달 동안 록어웨이 반도와 브로드 채널, 퀸스와 퀸스의 본토 사이에 모든 직행 지하철 연결들을 절단하였다.  페리의 운영자 시스트릭은 록어웨이 파크, 퀸스와 월스트리트 돌제부두 11에서 비치 108번지 거리와 비치 채널 드라이브에 있는 임시 변통의 페리 슬립 사이에 도시가 보조금을 장려한 페리 서비스를 달린다.  2013년 8월 정거장은 브루클린 군사 터미널에 추가되었다.  원래 지하철 서비스가 록어웨이로 복구될 때까지 스톱 갭의 대안 운송 조치 만으로서 의도된 페리는 통근자와 관광객들 둘다와 함께 인기가 있기로 증명하여 영구적 근거에 서비스를 설립하는 데 결심하기로 승객수를 올리면서 몇번이나 연장되었다.  그 시초와 2013년 12월 사이에 서비스는 200,000명에 가까운 승객들을 날렀다.  2014년 6월 도시 정부가 7월 1일에 시작된 다가오는 회계 연도를 위하여 그 예산을 발표할 때 페리는 10월을 통하여 다시 일시적으로 연장하는 데 충분한 2백만 달러 만의 인가를 받았으나 완전한 회계 연도를 위하여 달리는 데 서비스를 간직하도록 필요한 대략 8백만 달러의 인가를 받지 않았다.  지방 교통의 주창자, 시민 지도자와 선출된 공무원들에 의하여 마지막 순간의 수고에 불구하고 페리 서비스는 그해 10월 31일에 끝났다.  그들은 서비스가 복구되는 데 지속적인 노력들을 약속하였다.
2015년 2월 빌 더블라지오 시장은 2018년 서비스가 시작될 브롱크스에서 사운드뷰와 맨해튼의 로어 이스트 사이드는 물론 2017년 중반에 시작하는 데 예정된 그 서비스들과 함께 록어웨이와 퀸스의 애스토리아, 그리고 브루클린 남부의 공동체들을 포함한 전통적으로 부족한 공동체들에게 페리 수송을 연장시키는 데 도시 정부가 시티와이드 페리 서비스를 시작할 것이라고 발표하였다.

## 갤러리

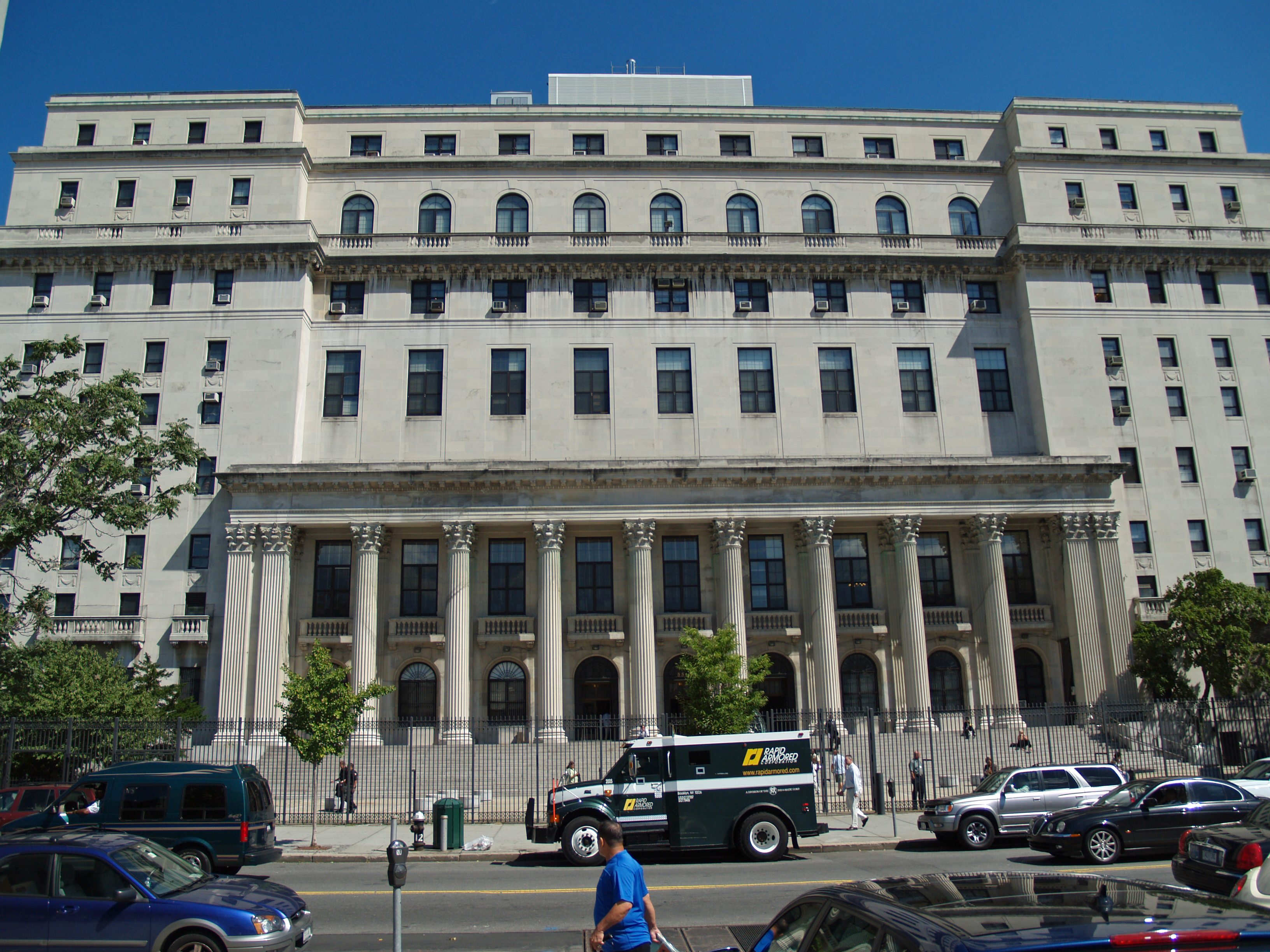
퀸스 군 법원 청사
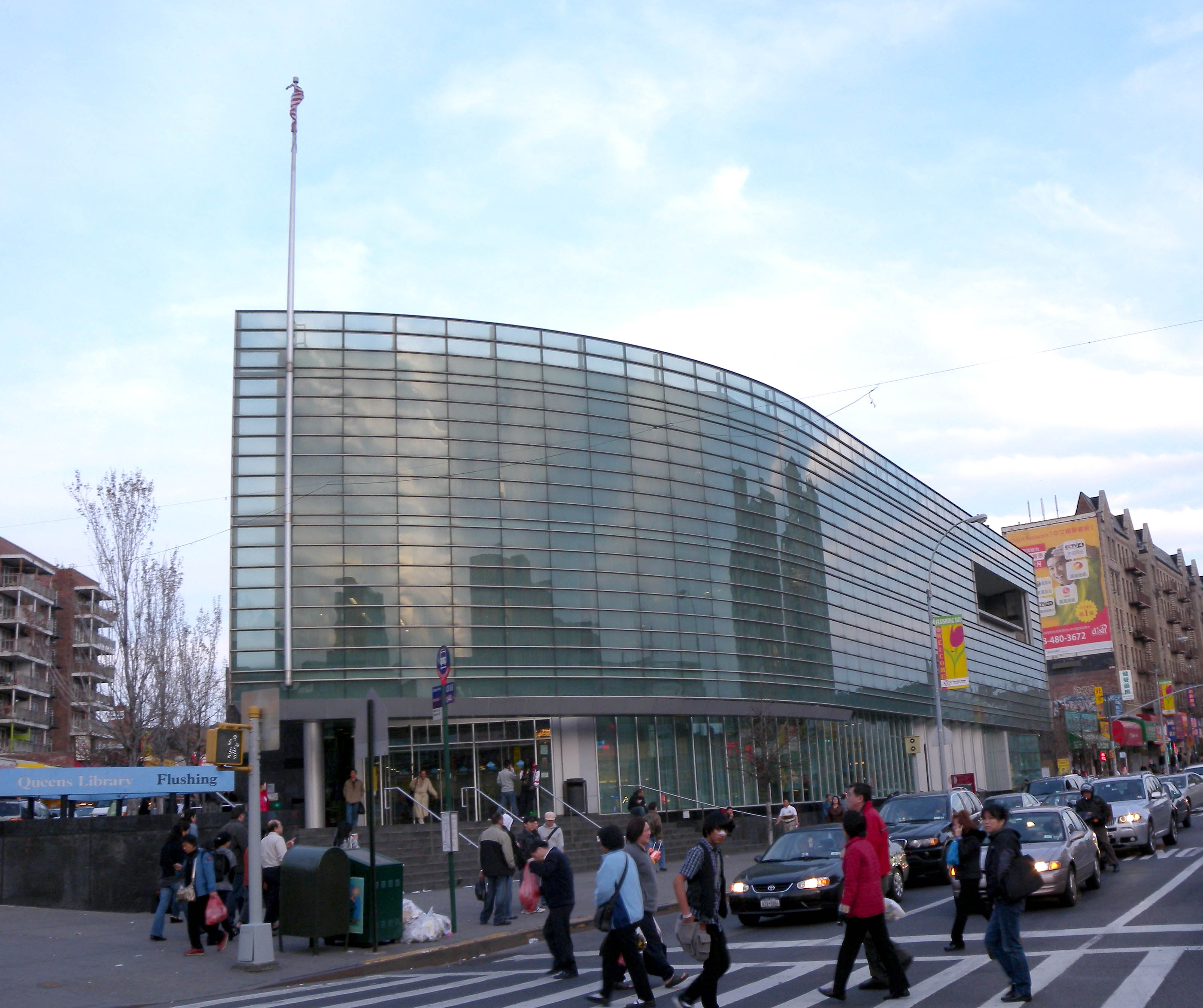
퀸스 도서관의 플러싱 분관
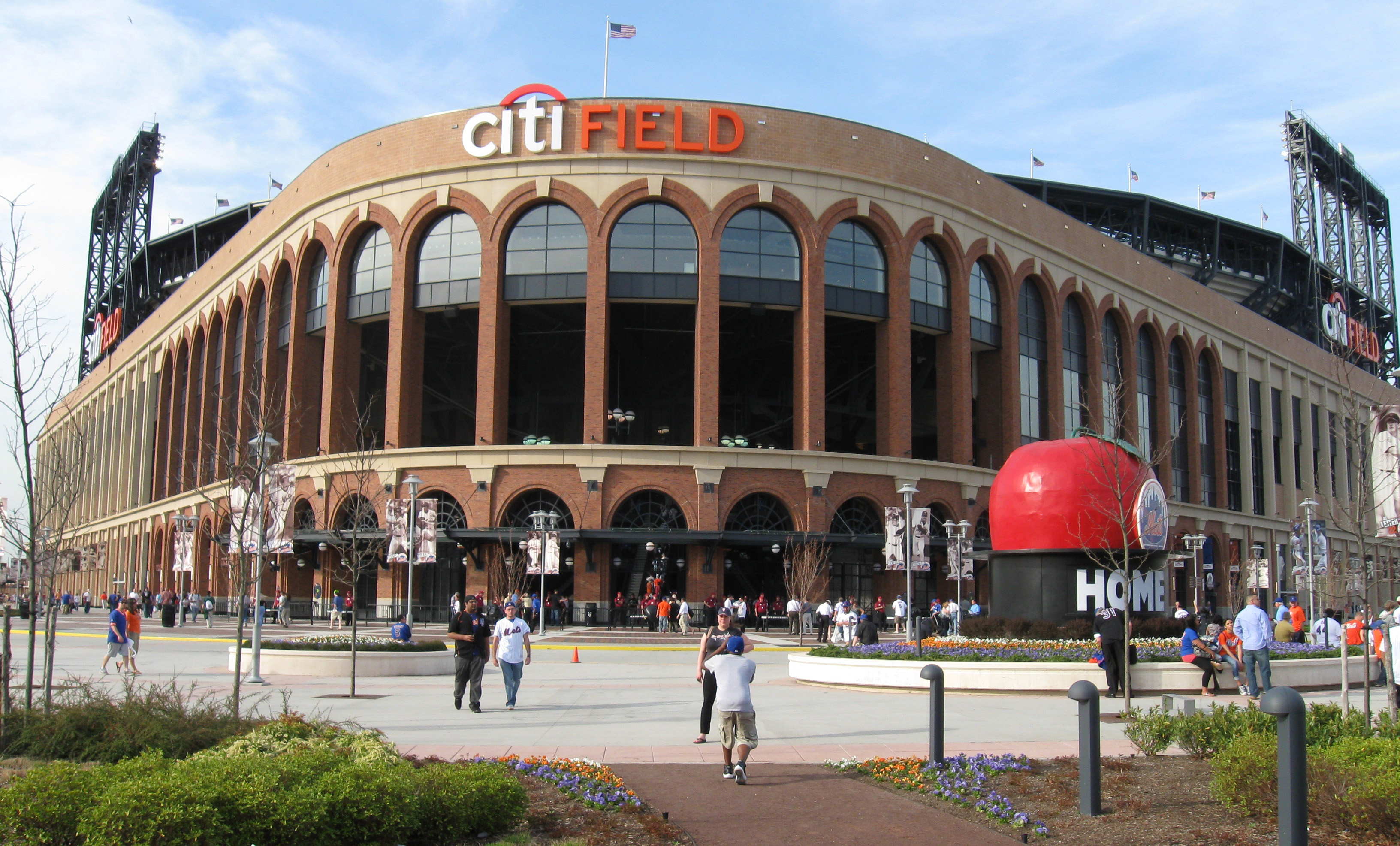
뉴욕 메츠의 홈구장 시티 필드
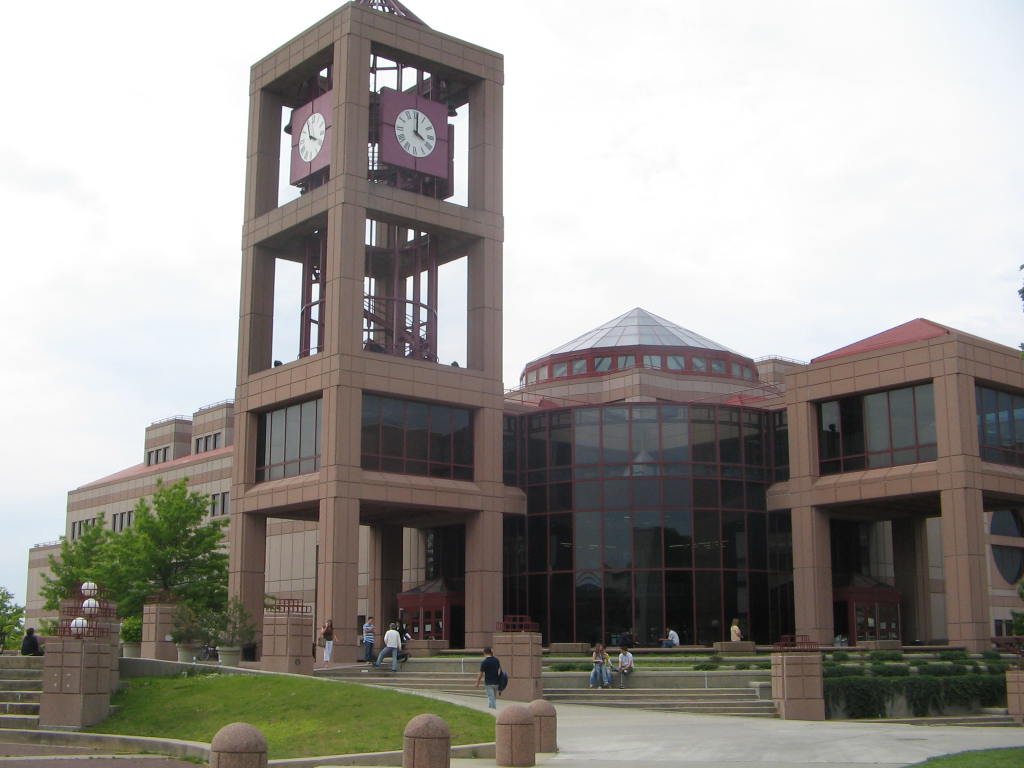
뉴욕 시립 대학교 퀸즈 칼리지
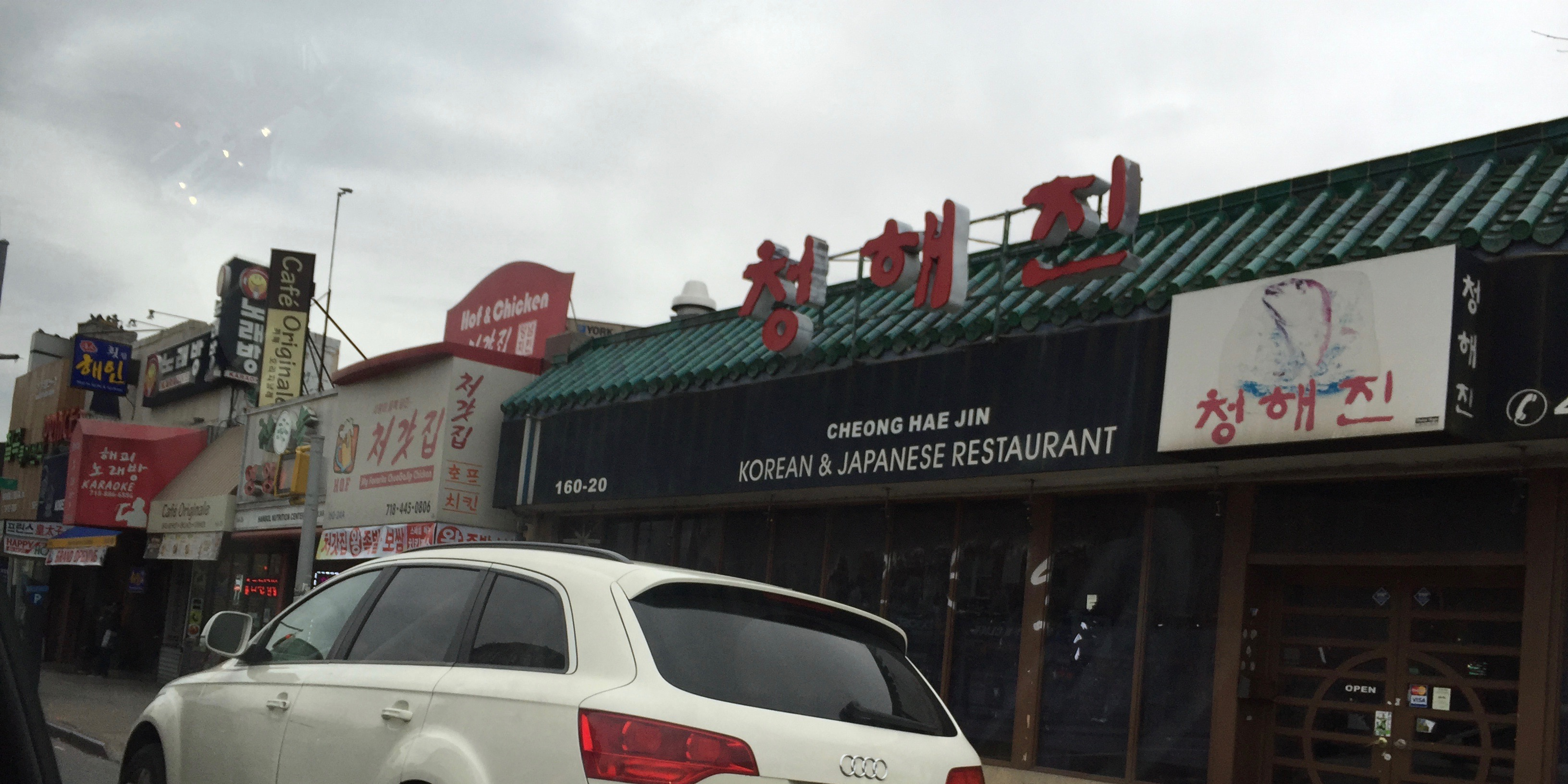
플러싱 코리아타운